# 葵盛邨
葵盛邨（英語：Kwai Shing Estate）是香港政府廉租屋邨的一部份，位於新界葵涌馬角山葵盛圍，分開葵盛東邨（英語：Kwai Shing East Estate）及葵盛西邨（英語：Kwai Shing West Estate）兩部份。重建前的葵盛東邨於1972至1973年間落成，葵盛西邨則於1977年4月落成。當中，重建後葵盛東邨的項目編號為TW16。
高盛臺（英語：High Prosperity Terrace）是香港的一個由私人機構參與興建的出租公共屋邨，位處新界葵涌葵盛圍188號，建築師為簡陳建築師有限公司，總承建商為協興建築，其位置原屬於葵樂臨時房屋區，葵樂臨時房屋區於2000年清拆後香港房屋委員會與惠記集團（以時泰集團有限公司名義）聯手興建高盛臺，但因停售居屋第23B期，在房委會回購後並無出售，改為出租公屋，於2003年入伙，有鑑於本邨屬私人參建居屋設計，與其他同區的屋邨相比，租金較昂貴。
重建前葵盛邨一共有19座（1至20座）不設第11座，由前工務司署建築設計處設計，總建築師為Mr.Colin Bramwell, ARIBA，項目建築師為Mr.Thomas Ku, ARIBA；第一期由德榮建築及順興建築負責興建，而第二期由德榮建築承建。
現在，葵盛東邨、葵聯邨、高盛臺及葵盛西邨由四個物業管理處獨立管理。

## 歷史
根據葵盛政府廉租屋邨計劃，是先興建第12座至第20座（地盤1；而原先規劃的地鐵荃灣線車廠出入線隧道下穿12及20座）。為了配合房屋委員會的成立，當時的葵盛政府廉租屋邨（只有第12-20座）更名為「葵盛邨第1期」，而當時正興建中的第1至10座便分別屬於第2及3期（地盤2及3，其中第1至5座屬地盤3）。1977年，第1至10座全部落成。3月起第1期改稱「葵盛東邨」；而第2及3期則改稱為「葵盛西邨」。西邨和東邨一樣，設有大型升降機塔，方便居民上山。這設備曾經政府大力宣傳，作為公共屋邨最佳設施的「樣板」。因為座號越大越早落成的原因，使葵盛邨20座成為所有政府廉租屋邨當中座號最大及唯一進位至20之樓宇，類似情況有同屬荃灣新市鎮的梨木樹邨（7-14座較早落成，亦為政府廉租屋邨），以及位於九龍寨城對面的美東邨（本來計劃興起6座七型徙廈，但因對預定興建1-5座的西頭平房區收地失敗，結果導致只落成第6座而沒有1-5座的特殊情況，最終因應同邨第二座大廈美寶樓在1983年落成，原第6座改稱美東樓並捨棄座號，才結束此怪現象）。
葵盛東邨位於葵涌地區中西部的丘陵地帶上，重建前為政府廉租屋邨，是葵青區第4條政府廉租屋邨（由香港屋宇建設委員會興建/不含現為荃灣區之梨木樹邨），樓宇為數9座（第12至20座，即葵盛東邨的前身）。
在設計葵盛政府廉租屋邨第1-10座（葵盛西邨）時，建築師順應既有地形，把樓宇層層遞進地，由山腳的第10座蓋到位於山頂的第1座，逆序依山而築，樓宇錯落有緻，富有層次感。由於樓宇分布在不同高度的平台之上，高度差多達20-40層，所以邨內設置了行人通道系統，包括在第6座及第9座設置大型升降機塔、架空天橋、有蓋人行道等設施，去連接不同高度的平台之上的各座大樓，方便居民出入，建築設計上與同期的興華（二）邨十分相似。
此外，葵盛西邨由大廈落成至今，一直未有為各大廈更名，與以往興建之徙置區和政府廉租屋一樣，都是以編號顯示，且最初開建是由徙置事務處負責設計，故大廈均為俗稱「七型徙廈」（當本邨落成時，徙置區已改稱屋邨，所謂徙廈其實已不復存在）的舊長型大廈。
葵盛西邨全邨至今仍未重建，樓齡已逾43年歷史。為葵青區內第二最舊屋邨（不計石籬中轉房屋），僅次於荔景邨。

### 不設第11座之原因
東邨和西邨興建完成後一起計算，卻沒有了第11座。原因是當初興建葵盛西邨時，預計於現時第6座及第7座間會興建一座20層的建築物，是為「第7座」，但是後來的「第7座」卻改建了巴士總站及商場。所以政府把「第8座」改為現時的第7座。其後各座亦順序改稱，亦即是說，如按設計中興建，現在的第10座就是設計中的第11座。由於第12座至第20座的興建時間比第1至第11座早，所以號碼不變，因此造成了沒有第11座的怪現象。

### 清拆和重建
自從1990年代，舊批的公屋漸次拆除，尤其葵盛東邨第15座至20座幾座樓宇，被驗出混凝土強度不足後，清拆及重建工程展開。（詳見26座問題公屋醜聞）
房屋署曾於1983到84年間，為所有樓齡超過5年的公屋進行全面勘查，發覺有不少大廈的石屎強度均未達標準，當中有26座大廈更低至不能接受的地步，並有即時倒塌危險，這些「問題公屋」需儘快清拆，葵青區屋邨是「問題公屋」的重災區之一，該邨的第18及20座被列入「26座問題公屋」名單當中，因此需於1990年前拆卸。為安置此等樓宇及同區葵興邨受影響的居民，房委會早於1986年在聖公會林護紀念中學對上的山坡興建了盛豐樓及盛喜樓，1989年第一季獲發入伙紙。直至同年6月所有租戶拿取鑰匙後，上述兩座才按照「擴展重建計劃」進行清拆工程。餘下的第13-17座及第19座也按照「整體重建計劃」，於1993年至1995年先後拆卸。此外，葵盛西邨1-3及5-9座共八座大廈，亦於同期被驗出石屎強度未達標準（而強度僅為6-9MPa），承建商德榮建築亦因而遭到房署追討896萬元賠償，是各宗第七型徙置大廈偷工減料案件中，最嚴重的一宗。
重建後的樓宇分別於1993年至1998年間落成，當中最早落成的第一期用於安置較後期清拆樓宇的居民，而延至1998年1月完工的第三期為石籬邨12、16座居民的四條指定安置屋邨之一。此外，於同年稍後時間完工的其他樓宇，則用於安置啟樂、青欣、青安及葵信臨時房屋區居民。
餘下的第12座原擬重建為兩座1987年版本新十字型大廈，並撥作居屋出售。其後，政府決定將該樓宇於1995年9月改作中轉房屋，以安置受清拆影響而又不符合資格入住公共房屋租住的居民。2008年7月23日，房屋委員會策劃小組委員會通過，清拆第12座，以解決公屋土地不足和中轉房屋空置問題。第12座於2010年11月27日起拆卸。原址曾計劃改為重建一幢有600個單位的新公屋大廈，其後原址改為重建為葵聯邨社區公園，並因而保留舊廈東面最低兩層的四個單位及東立面，以作公園舞台及後台設施之用。
而同樣牽涉質量問題的葵盛西邨已經列入房屋署的22條舊屋邨重建計劃的名單內，邨內有八成居民支持重建。居民指單位內殘舊不堪，天花經常滲水需進行修補，亦曾自費維修鋁窗。但是，政府於2019年5月宣佈將不擬清拆除美東邨、白田邨、華富邨以外的19條高樓齡屋邨，代表葵盛西邨目前清拆重建無期。

## 屋邨資料

### 現存樓宇

#### 葵盛東邨
| 樓宇名稱（座號）           | 樓宇類型                                  | 落成年份 | 層數 | 每層伙數                | 每座單位總數（伙） | 建築師       | 承建商   | 提供升降機的廠商 （更新前）    | 提供升降機的廠商 （更新後）                  | 期數         |
| -------------------------- | ----------------------------------------- | -------- | ---- | ----------------------- | ------------------ | ------------ | -------- | ------------------------------ | -------------------------------------------- | ------------ |
| 盛豐樓（A座） （英語：Shing Fung House）   | 相連長型一型                              | 1989年   | 27   | 14                      | 364                | 房屋署建築師 | 鴻運建築 | 乘賓（Sabiem） TMS-500（ACVV） | 迅達 Miconic MX-GC Series 2 （5500）（VVVF） | （不設期數） |
| 盛喜樓（B座） （英語：Shing Hei House）   | 相連長型一型                              | 1989年   | 27   | 14                      | 364                | 房屋署建築師 | 鴻運建築 | 乘賓（Sabiem） TMS-500（ACVV） | 迅達 Miconic MX-GC Series 2 （5500）（VVVF） | （不設期數） |
| 盛國樓（第1座） （英語：Shing Kwok House） | 和諧3A型第一款 連和諧附翼三型（第三代）   | 1998年   | 26   | 15（主樓） 24（連附翼） | 390                | 房屋署建築師 | 海成建築 | 通力 TMS-600（VVVF）           | （暫末更換）                                 | 3            |
| 盛興樓（第2座） （英語：Shing Hing House） | 和諧一型第二款 （第一代）                 | 1993年   | 38   | 18                      | 684                | 房屋署建築師 | 順成建築 | 通力 TMS-500（DC）             | （暫末更換）                                 | 1            |
| 盛安樓（第3座） （英語：Shing On House） | 和諧3A型第一款 連和諧附翼二型（第一代）   | 1993年   | 26   | 15（主樓） 24（連附翼） | 390                | 房屋署建築師 | 順成建築 | 通力 TMS-500（ACVV）           | （暫末更換）                                 | 1            |
| 盛樂樓（第6座） （英語：Shing Lok House） | 和諧一型第十款 連新和諧附翼二型（第三代） | 1998年   | 38   | 18（主樓） 26（連附翼） | 684                | 房屋署建築師 | 中國建築 | 通力 TMS-600（VVVF）           | （暫末更換）                                 | 4            |
| 盛富樓（第7座） （英語：Shing Fu House） | 和諧一型第六款 （第三代）                 | 1998年   | 38   | 20                      | 760                | 房屋署建築師 | 中國建築 | 通力 TMS-600（VVVF）           | （暫末更換）                                 | 4            |
| 盛強樓（第5座） （英語：Shing Keung House） | 和諧一型第六款 （第三代）                 | 1999年   | 38   | 20                      | 760                | 房屋署建築師 | 中國建築 | 英國通用電氣 MCS-321（VVVF）   | （暫末更換）                                 | 2            |
| 盛逸樓（第4座） （英語：Shing Yat House） | 和諧一型第六款 （第三代）                 | 1999年   | 38   | 20                      | 760                | 房屋署建築師 | 中國建築 | 英國通用電氣 MCS-321（VVVF）   | （暫末更換）                                 | 2            |
| 盛家樓（SHA座） （英語：Shing Ka House） | 小型單位大廈 （和諧式設計）               | 1999年   | 20   | 16                      | 320                | 房屋署建築師 | 五洋建設 | 富士達 EXDN-II（VVVF）         | （暫末更換）                                 | 6            |
| 盛和樓（SHB座） （英語：Shing Wo House） | 小型單位大廈 （和諧式設計）               | 2003年   | 20   | 28                      | 560                | 房屋署建築師 | 新昌營造 | 奧的斯 MCS-321（VVVF）         | （暫末更換）                                 | 7            |

#### 葵盛西邨
| 樓宇座號 | 樓宇類型                      | 落成年份 | 層數 | 每層最多伙數 | 每座單位總數（伙） | 建築師                                                                              | 承建商              | 提供升降機的廠商 （更新前） | 提供升降機的廠商 （更新後）    |
| -------- | ----------------------------- | -------- | ---- | ------------ | ------------------ | ----------------------------------------------------------------------------------- | ------------------- | --------------------------- | ------------------------------ |
| 第1座    | 舊長型大廈 （第七型徙置大廈） | 1977年   | 19   | 40           | 760                | 工務司署建築設計處 總建築師Mr.Colin Bramwell, ARIBA、 項目建築師Mr.Thomas Ku, ARIBA | 德榮建築、 順興建築 | 迅達 Zonamatic（AC/2）      | 乘賓（Sabiem） TMS-600（VVVF） |
| 第2座    | 舊長型大廈 （第七型徙置大廈） | 1977年   | 7    | 8            | 48                 | 工務司署建築設計處 總建築師Mr.Colin Bramwell, ARIBA、 項目建築師Mr.Thomas Ku, ARIBA | 德榮建築、 順興建築 | （不設升降機）              | （不設升降機）                 |
| 第3座    | 舊長型大廈 （第七型徙置大廈） | 1976年   | 16   | 35           | 481                | 工務司署建築設計處 總建築師Mr.Colin Bramwell, ARIBA、 項目建築師Mr.Thomas Ku, ARIBA | 德榮建築、 順興建築 | 迅達 Zonamatic（AC/2）      | 乘賓（Sabiem） TMS-600（VVVF） |
| 第4座    | 舊長型大廈 （第七型徙置大廈） | 1976年   | 7    | 10           | 68                 | 工務司署建築設計處 總建築師Mr.Colin Bramwell, ARIBA、 項目建築師Mr.Thomas Ku, ARIBA | 德榮建築、 順興建築 | （不設升降機）              | 三菱 Elesenna（VVVF）          |
| 第5座    | 舊長型大廈 （第七型徙置大廈） | 1976年   | 25   | 40           | 1000               | 工務司署建築設計處 總建築師Mr.Colin Bramwell, ARIBA、 項目建築師Mr.Thomas Ku, ARIBA | 德榮建築、 順興建築 | 迅達 Zonamatic（AC/2）      | 乘賓（Sabiem） TMS-600（VVVF） |
| 第6座    | 舊長型大廈 （第七型徙置大廈） | 1976年   | 22   | 56           | 1176               | 工務司署建築設計處 總建築師Mr.Colin Bramwell, ARIBA、 項目建築師Mr.Thomas Ku, ARIBA | 德榮建築、 順興建築 | 三菱 ACR（AC/2）            | 乘賓（Sabiem） TMS-600（VVVF） |
| 第7座    | 舊長型大廈 （第七型徙置大廈） | 1976年   | 6    | 22           | 110                | 工務司署建築設計處 總建築師Mr.Colin Bramwell, ARIBA、 項目建築師Mr.Thomas Ku, ARIBA | 德榮建築、 順興建築 | （不設升降機）              | 三菱 Elesenna（VVVF）          |
| 第8座    | 舊長型大廈 （第七型徙置大廈） | 1976年   | 24   | 44           | 1043               | 工務司署建築設計處 總建築師Mr.Colin Bramwell, ARIBA、 項目建築師Mr.Thomas Ku, ARIBA | 德榮建築、 順興建築 | 三菱 ACR（AC/2）            | 乘賓（Sabiem） TMS-600（VVVF） |
| 第9座    | 舊長型大廈 （第七型徙置大廈） | 1976年   | 21   | 36           | 756                | 工務司署建築設計處 總建築師Mr.Colin Bramwell, ARIBA、 項目建築師Mr.Thomas Ku, ARIBA | 德榮建築、 順興建築 | 三菱 ACR（AC/2）            | 乘賓（Sabiem） TMS-600（VVVF） |
| 第10座   | 舊長型大廈 （第七型徙置大廈） | 1975年   | 14   | 40           | 559                | 工務司署建築設計處 總建築師Mr.Colin Bramwell, ARIBA、 項目建築師Mr.Thomas Ku, ARIBA | 德榮建築、 順興建築 | 三菱 ACR（AC/2）            | 乘賓（Sabiem） TMS-600（VVVF） |

粗體表示該樓宇牽涉26座問題公屋醜聞，其混凝土強度未達高層單位20.7MPa或低層單位31MPa的標準（而強度僅為6-9MPa），承建商德榮建築亦因而被房署追討896萬元賠償，是各宗第七型徙置大廈偷工減料案件中，最嚴重的一宗。

#### 高盛臺
| 樓宇座號 | 樓宇類型                  | 落成年份 | 層數 | 每層伙數 | 每座單位總數（伙） | 建築師             | 承建商   | 提供升降機的廠商           |
| -------- | ------------------------- | -------- | ---- | -------- | ------------------ | ------------------ | -------- | -------------------------- |
| 第一座   | 私人參建居屋 （十字井型） | 2003年   | 38   | 10       | 380                | 簡陳建築師有限公司 | 協興建築 | 迅達 Miconic TX-GC（VVVF） |
| 第二座   | 私人參建居屋 （十字井型） | 2003年   | 38   | 10       | 380                | 簡陳建築師有限公司 | 協興建築 | 迅達 Miconic TX-GC（VVVF） |

### 歷代樓宇
| 重建前的葵盛東邨 | 重建前的葵盛東邨 | 重建前的葵盛東邨              | 重建前的葵盛東邨 | 重建前的葵盛東邨                                                                    | 重建前的葵盛東邨    | 重建前的葵盛東邨                       | 重建前的葵盛東邨                            |
| 樓宇名稱         | 樓宇類型         | 落成年份                      | 拆卸年份         | 建築師                                                                              | 承建商              | 重建後原地所屬的建築物／樓宇           | 安置屋邨                                    |
| ---------------- | ---------------- | ----------------------------- | ---------------- | ----------------------------------------------------------------------------------- | ------------------- | -------------------------------------- | ------------------------------------------- |
| 第12座           | 新型廉租大廈     | 1973年 1995年（改作中轉房屋） | 2010年           | 工務司署建築設計處 總建築師Mr.Colin Bramwell, ARIBA、 項目建築師Mr.Thomas Ku, ARIBA | 德榮建築            | 葵盛社區公園                           | 長亨邨（原先居民） 不同屋邨（中轉房屋居民） |
| 第13座           | 新型廉租大廈     | 1973年                        | 1995年           | 工務司署建築設計處 總建築師Mr.Colin Bramwell, ARIBA、 項目建築師Mr.Thomas Ku, ARIBA | 德榮建築            | 盛富樓 盛樂樓                          | 長亨邨                                      |
| 第14座           | 新型廉租大廈     | 1973年                        | 1995年           | 工務司署建築設計處 總建築師Mr.Colin Bramwell, ARIBA、 項目建築師Mr.Thomas Ku, ARIBA | 德榮建築            | 盛富樓 盛樂樓                          | 長亨邨                                      |
| 第15座           | 新型廉租大廈     | 1973年                        | 1993年           | 工務司署建築設計處 總建築師Mr.Colin Bramwell, ARIBA、 項目建築師Mr.Thomas Ku, ARIBA | 德榮建築、 順興建築 | 盛和樓 盛安樓 盛強樓 盛逸樓 葵盛東商場 | （同一屋邨） 盛安樓 盛興樓 大窩口邨         |
| 第16座           | 新型廉租大廈     | 1973年                        | 1993年           | 工務司署建築設計處 總建築師Mr.Colin Bramwell, ARIBA、 項目建築師Mr.Thomas Ku, ARIBA | 德榮建築、 順興建築 | 盛和樓 盛安樓 盛強樓 盛逸樓 葵盛東商場 | （同一屋邨） 盛安樓 盛興樓 大窩口邨         |
| 第17座           | 新型廉租大廈     | 1973年                        | 1993年           | 工務司署建築設計處 總建築師Mr.Colin Bramwell, ARIBA、 項目建築師Mr.Thomas Ku, ARIBA | 德榮建築、 順興建築 | 盛和樓 盛安樓 盛強樓 盛逸樓 葵盛東商場 | （同一屋邨） 盛安樓 盛興樓 大窩口邨         |
| 第18座           | 新型廉租大廈     | 1973年                        | 1989年           | 工務司署建築設計處 總建築師Mr.Colin Bramwell, ARIBA、 項目建築師Mr.Thomas Ku, ARIBA | 德榮建築、 順興建築 | 盛和樓 盛安樓 盛強樓 盛逸樓 葵盛東商場 | （同一屋邨） 盛豐樓 盛喜樓                  |
| 第19座           | 新型廉租大廈     | 1973年                        | 1994年           | 工務司署建築設計處 總建築師Mr.Colin Bramwell, ARIBA、 項目建築師Mr.Thomas Ku, ARIBA | 德榮建築            | 盛國樓 盛家樓                          | （同一屋邨） 盛安樓 盛興樓 大窩口邨         |
| 第20座           | 新型廉租大廈     | 1973年                        | 1989年           | 工務司署建築設計處 總建築師Mr.Colin Bramwell, ARIBA、 項目建築師Mr.Thomas Ku, ARIBA | 德榮建築            | 盛興樓                                 | （同一屋邨） 盛豐樓 盛喜樓                  |

全邨樓宇均牽涉26座問題公屋醜聞，其中18及20座更是26座問題公屋之一，其混凝土強度未達高層單位20.7MPa或低層單位31MPa的標準（而強度僅為6-9MPa），相關樓宇除12座外均已納入整體重建計劃下重建（而12座也已於2010年拆卸）

## 圖片庫

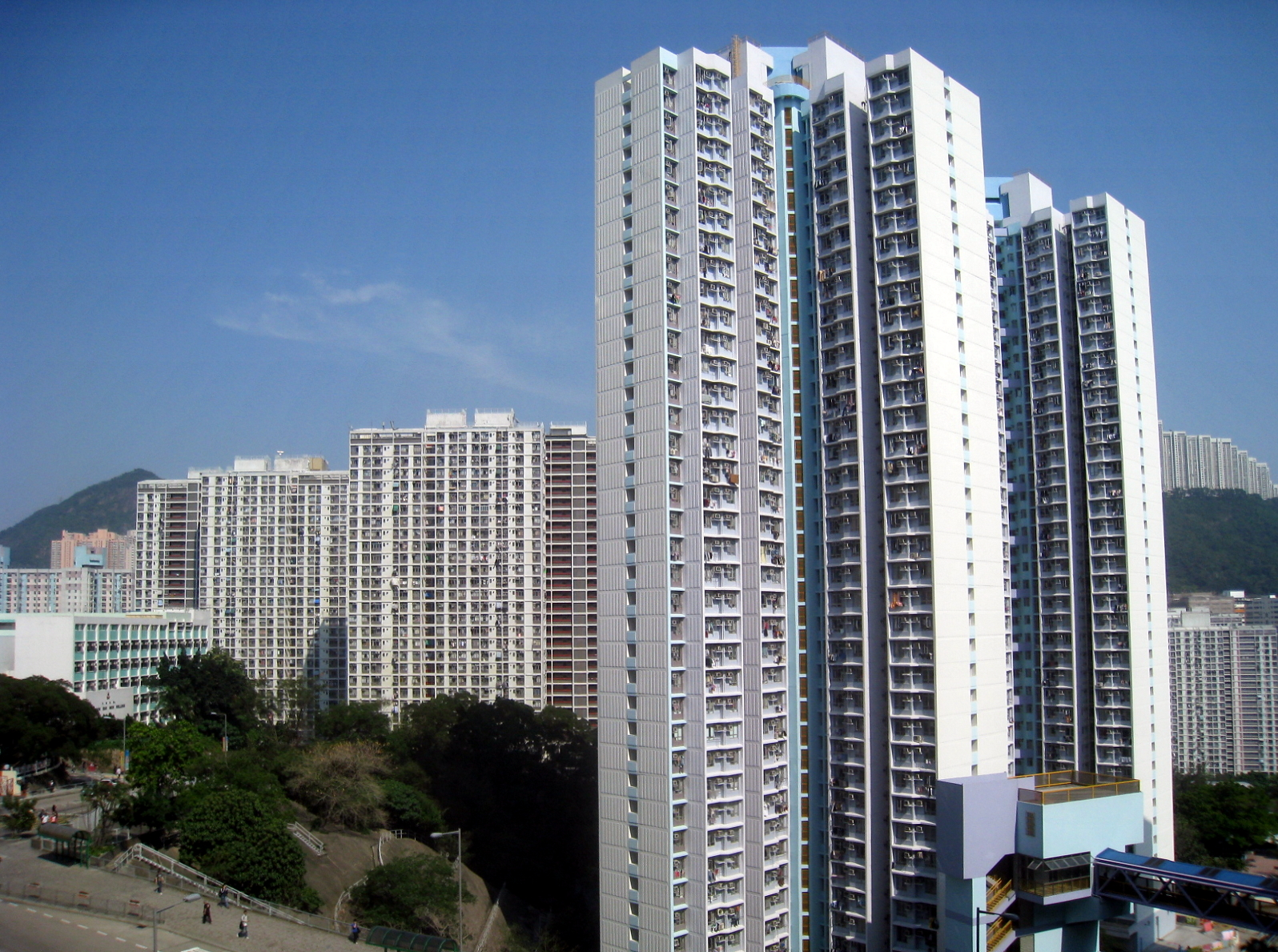
葵盛東邨第一期（左）及第三期（右）（2010年4月）
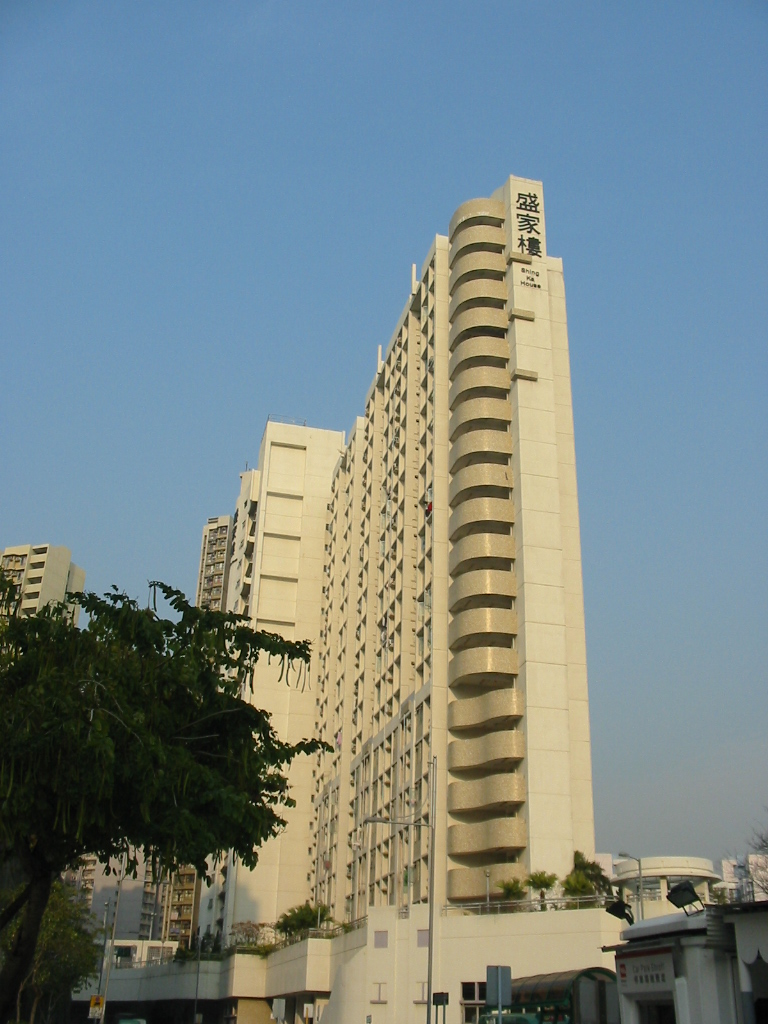
葵盛東邨盛家樓（2008年2月）
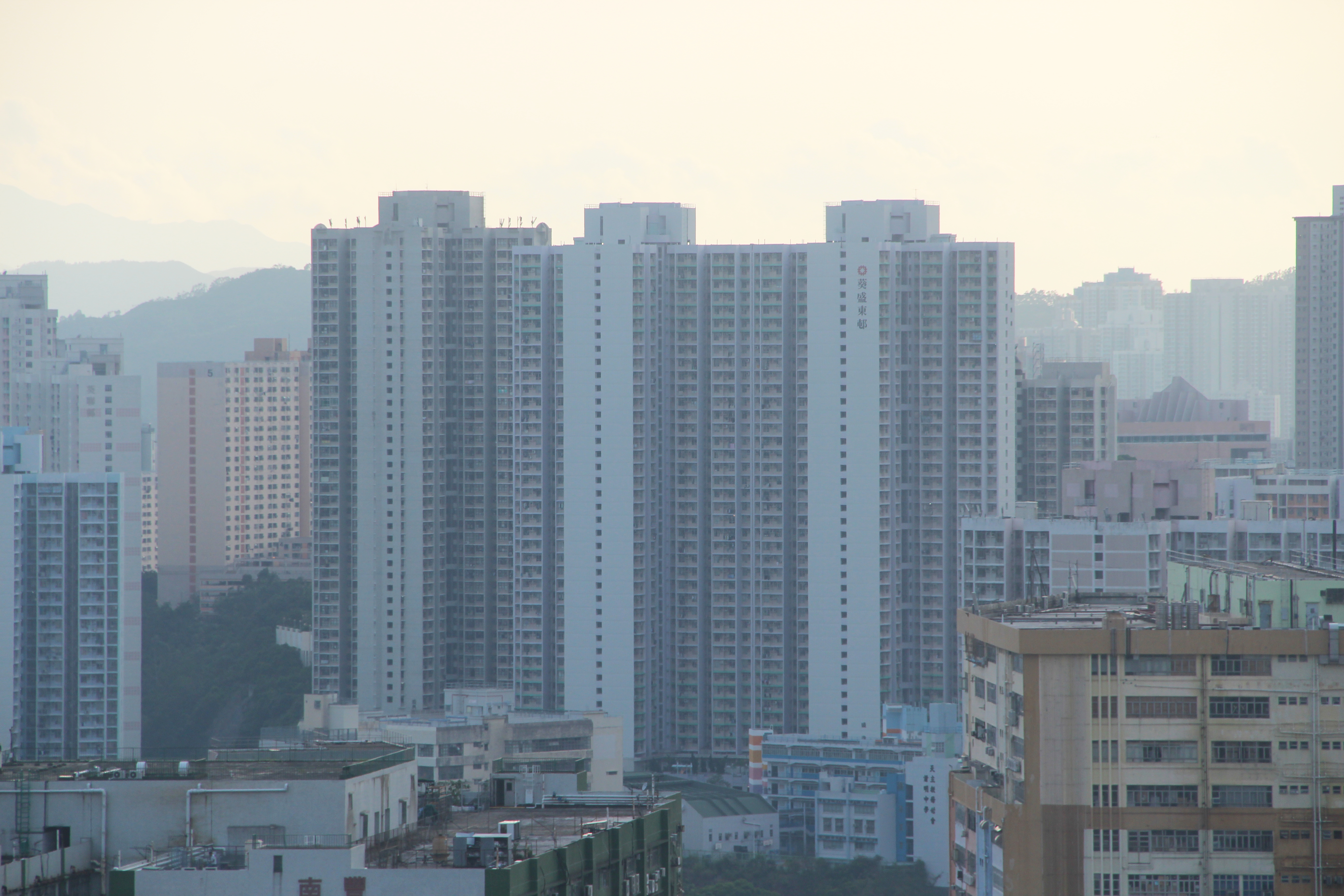
遠眺葵盛東邨部份樓宇（中）（2012年6月）
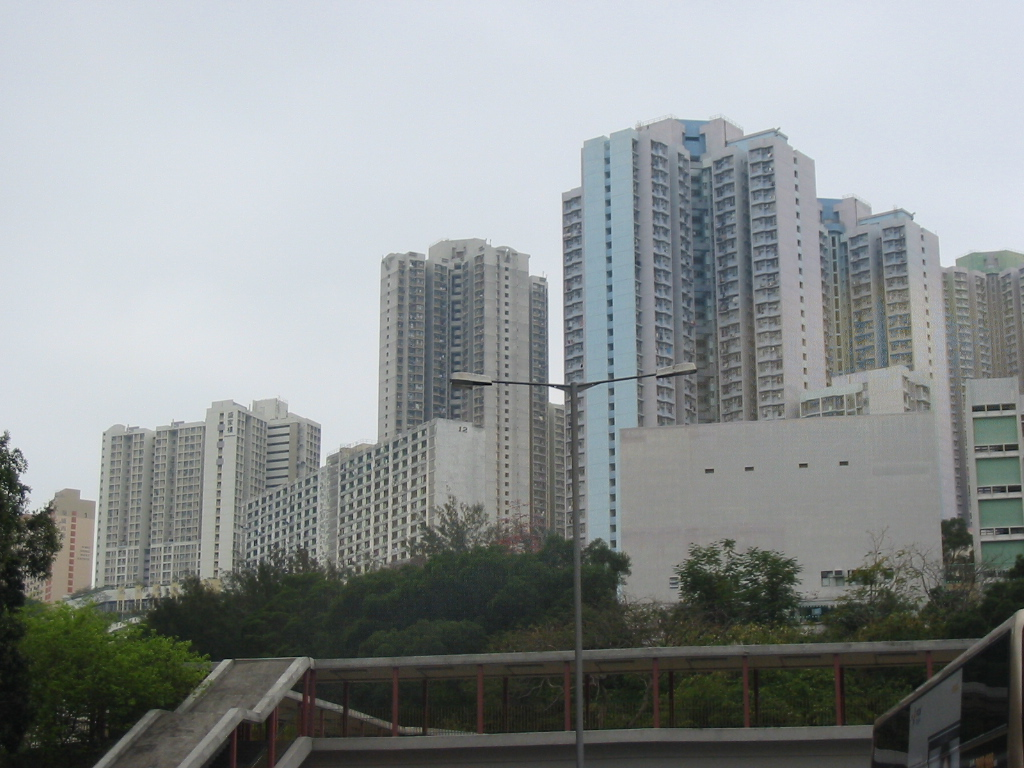
葵盛東邨部份樓宇，包括圖中當時仍未拆卸的第12座（2007年3月）
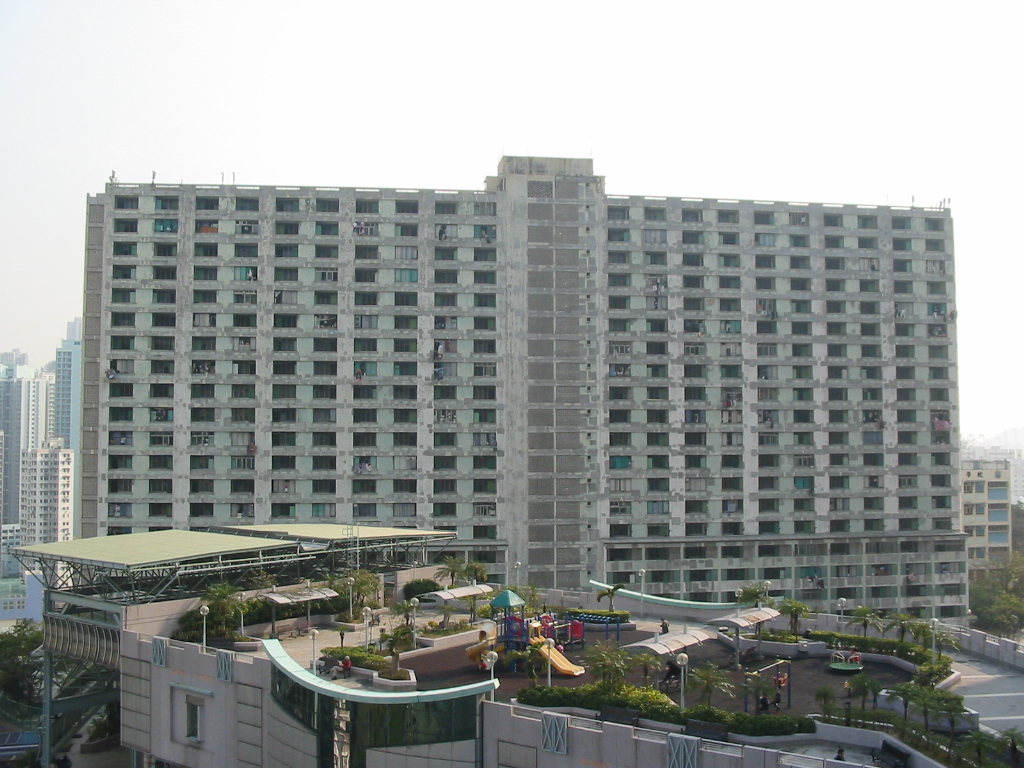
曾改作中轉房屋的第12座，第12座已於2010年11月27日起拆卸（2008年2月）
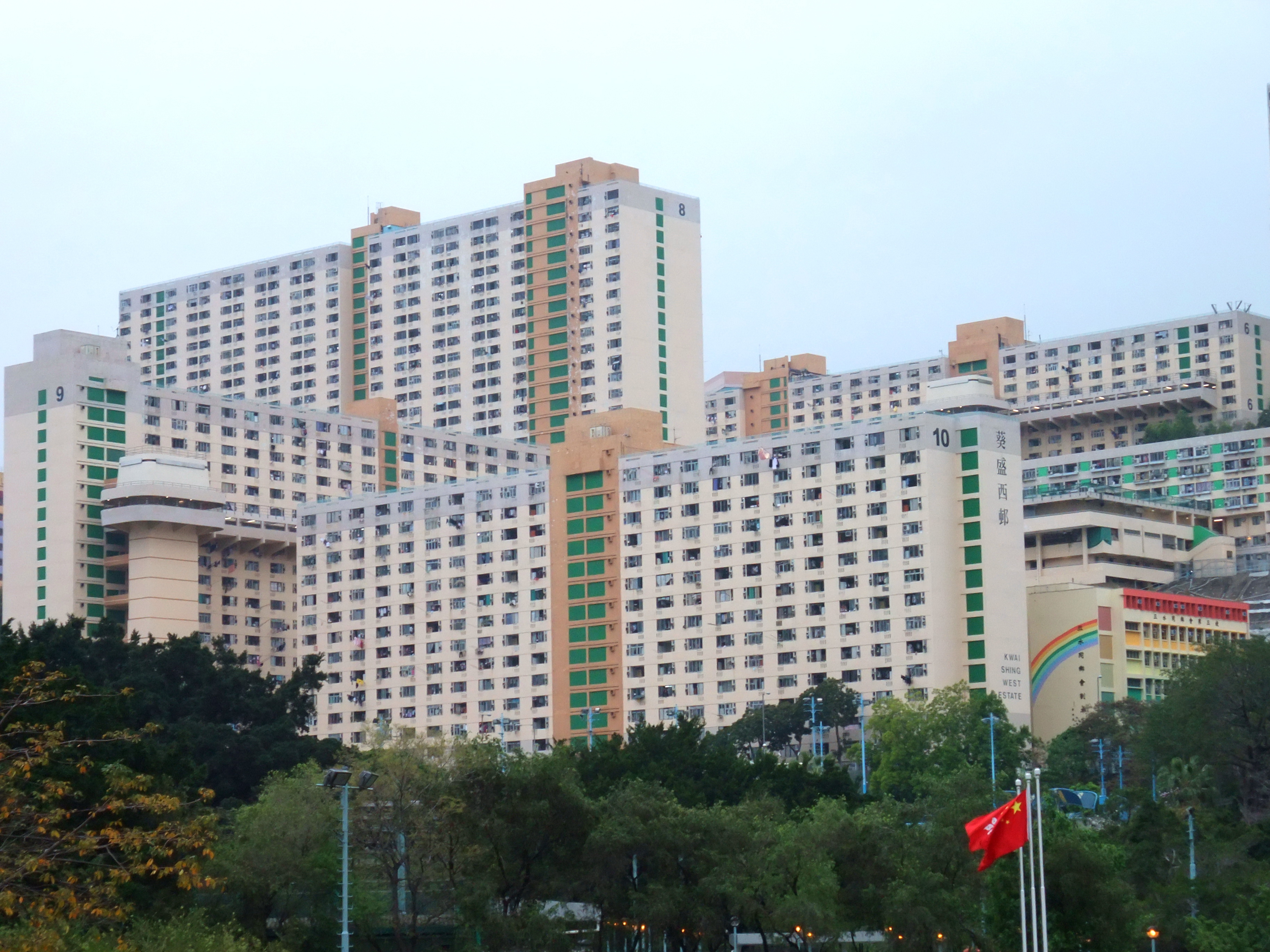
葵盛西邨第6、8、9、10座；右下方為三水同鄉會劉本章學校（2012年3月）
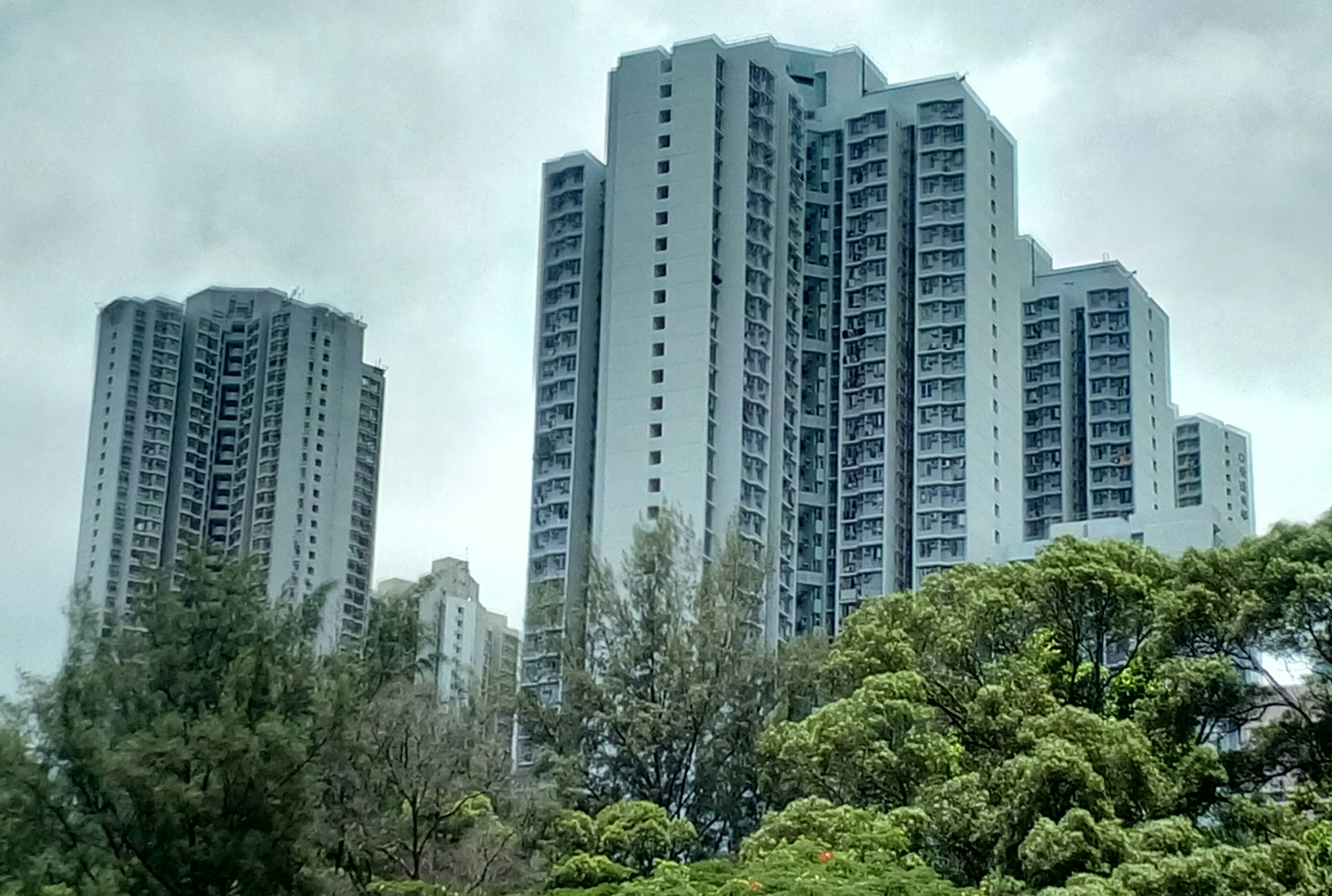
葵盛東邨盛樂樓、盛富樓、盛興樓（2016年7月）
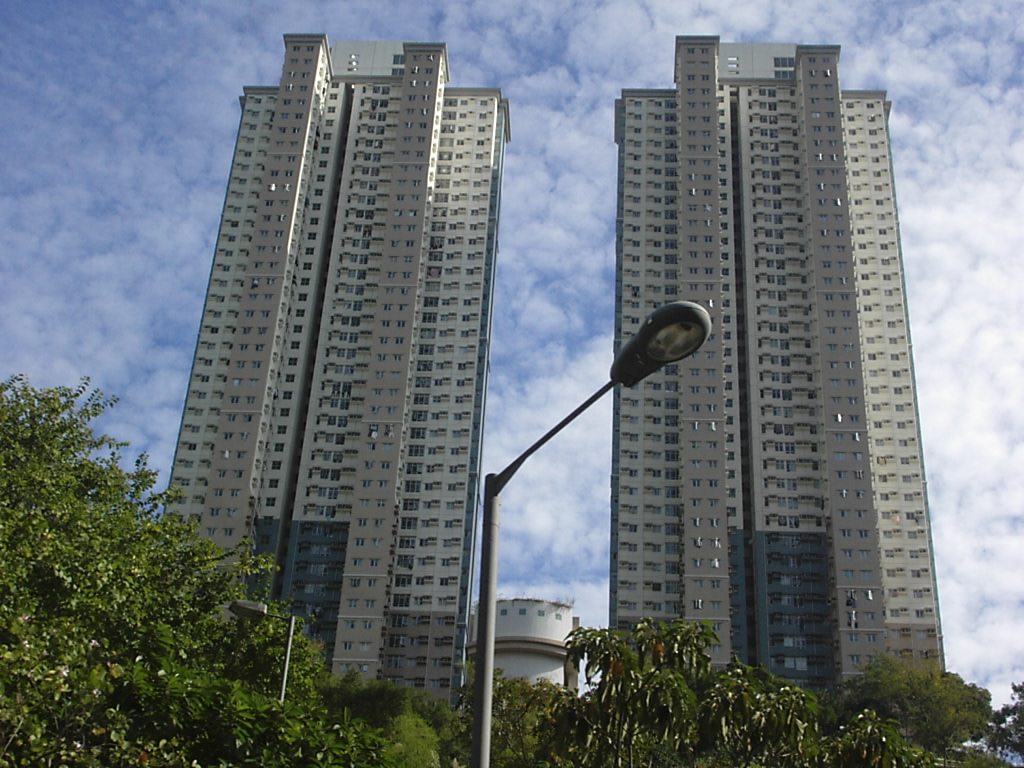
高盛臺（2007年1月）
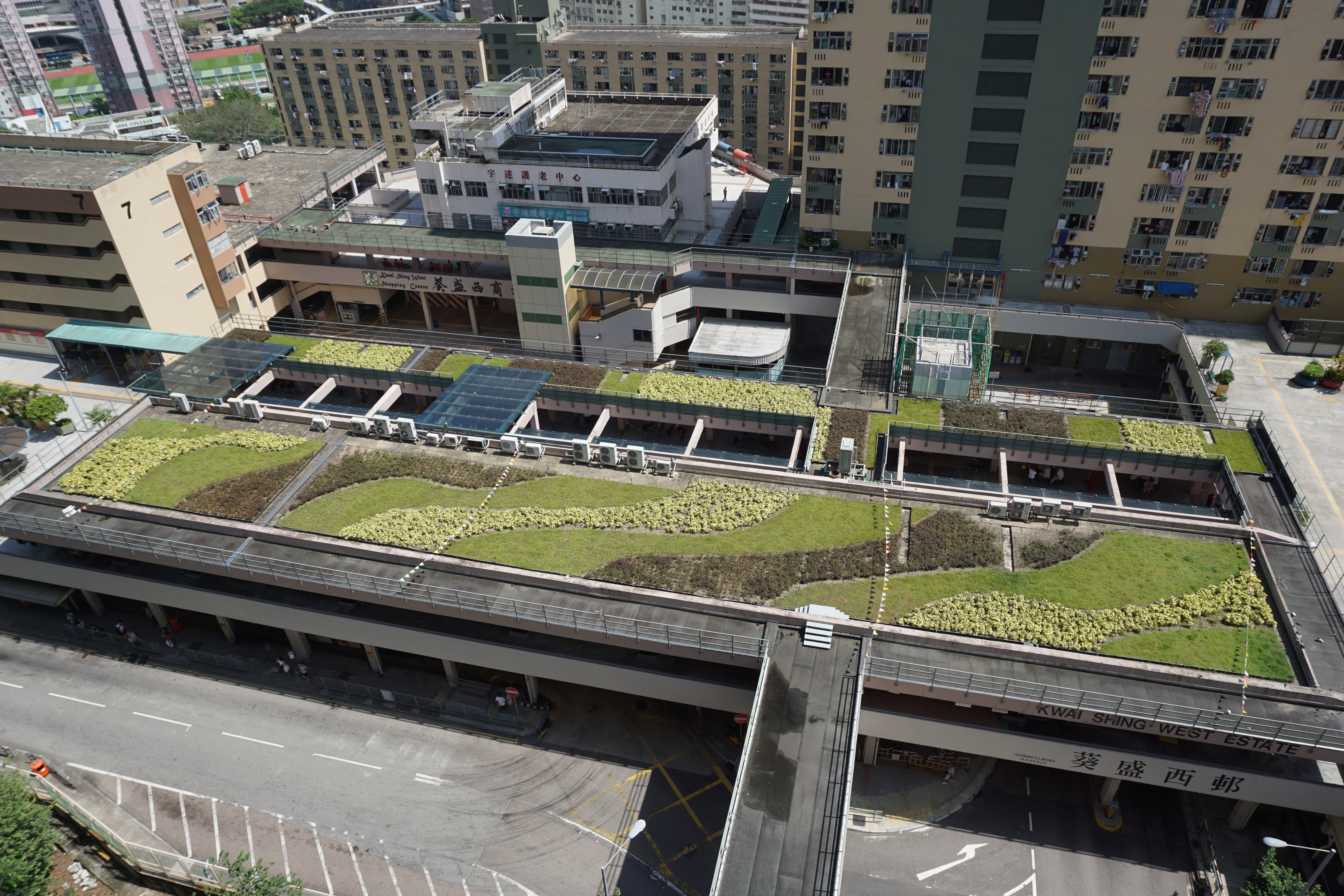
葵盛西商場天台花園
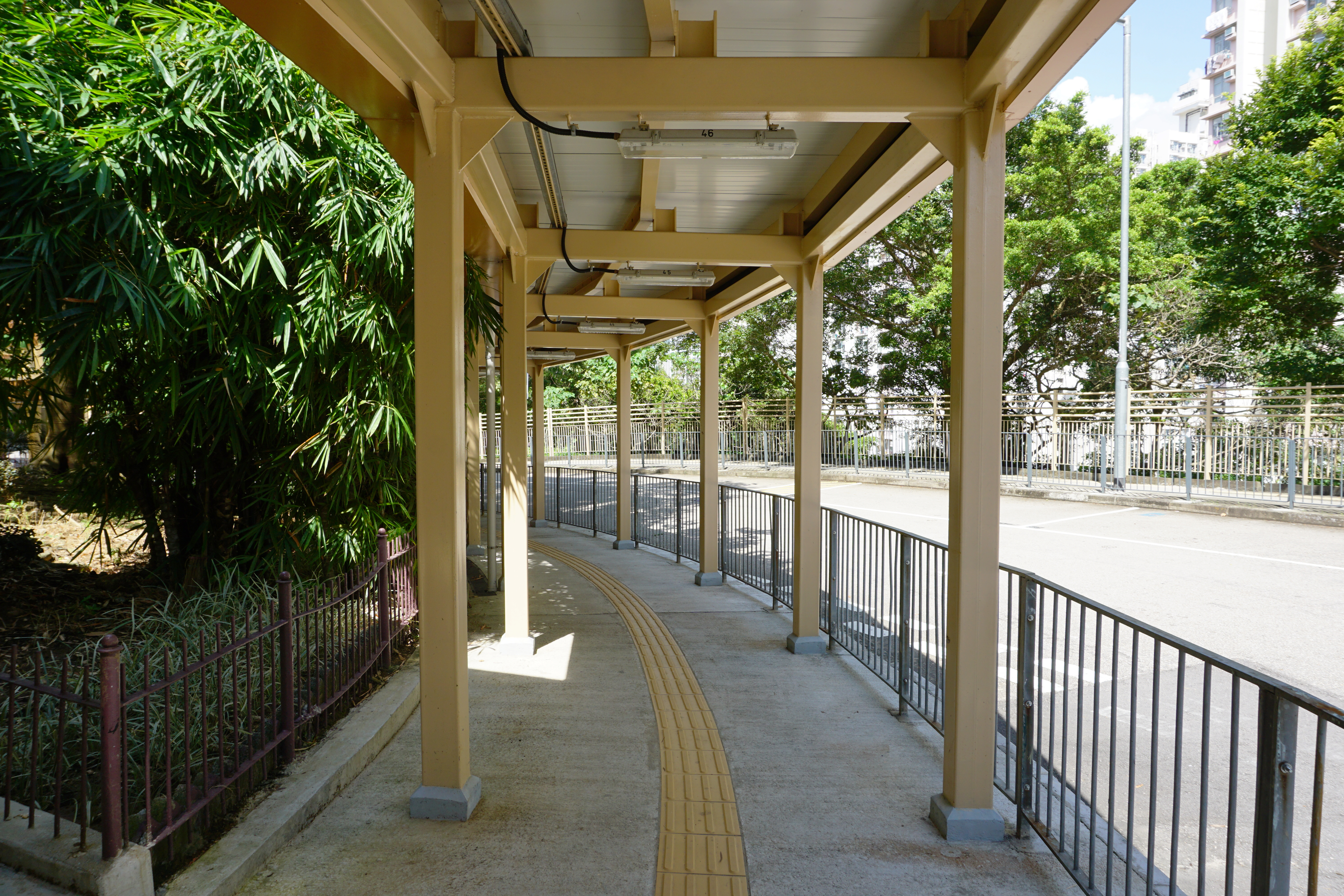
葵盛西邨有蓋行人通道
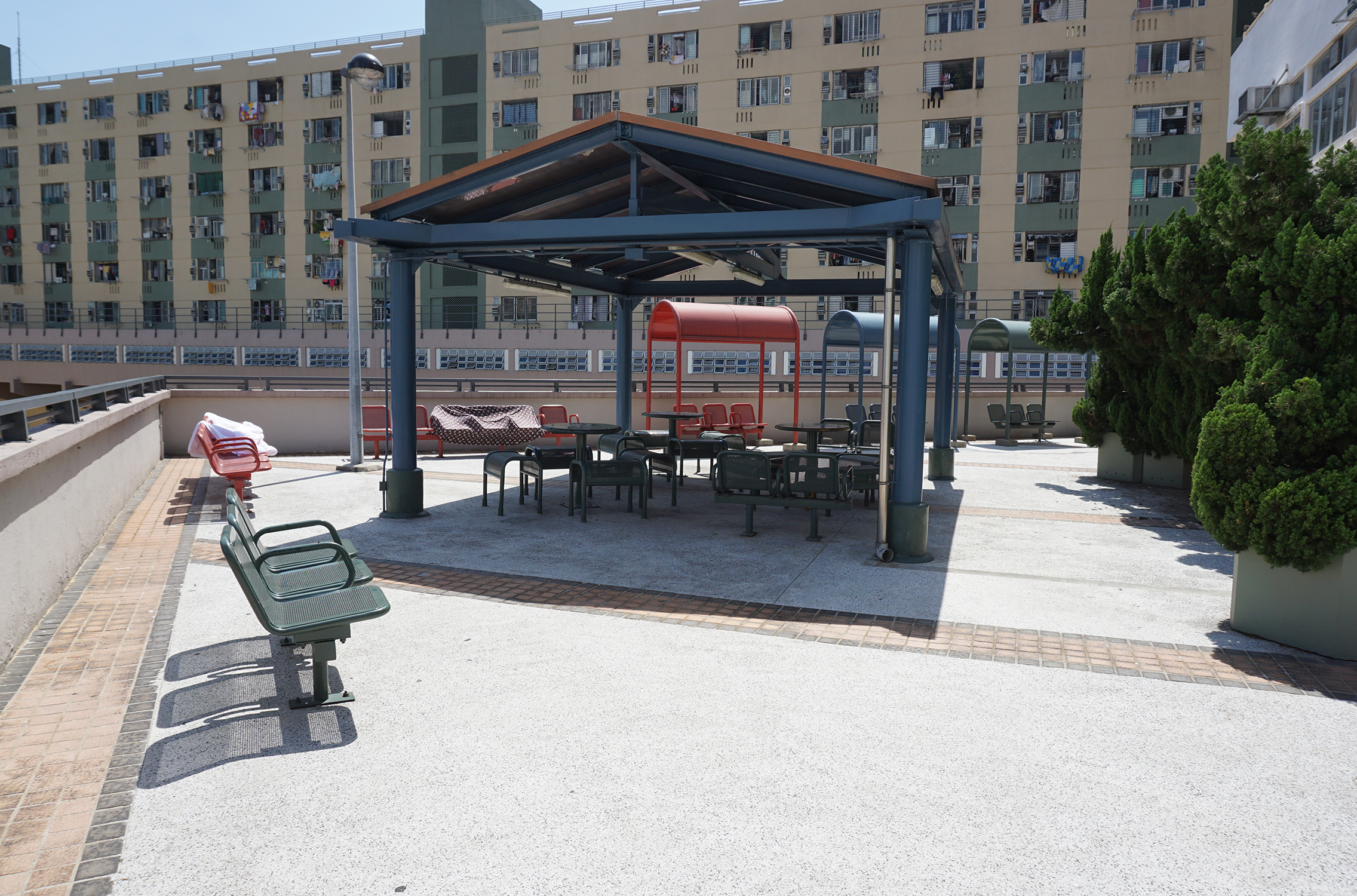
葵盛西邨涼亭
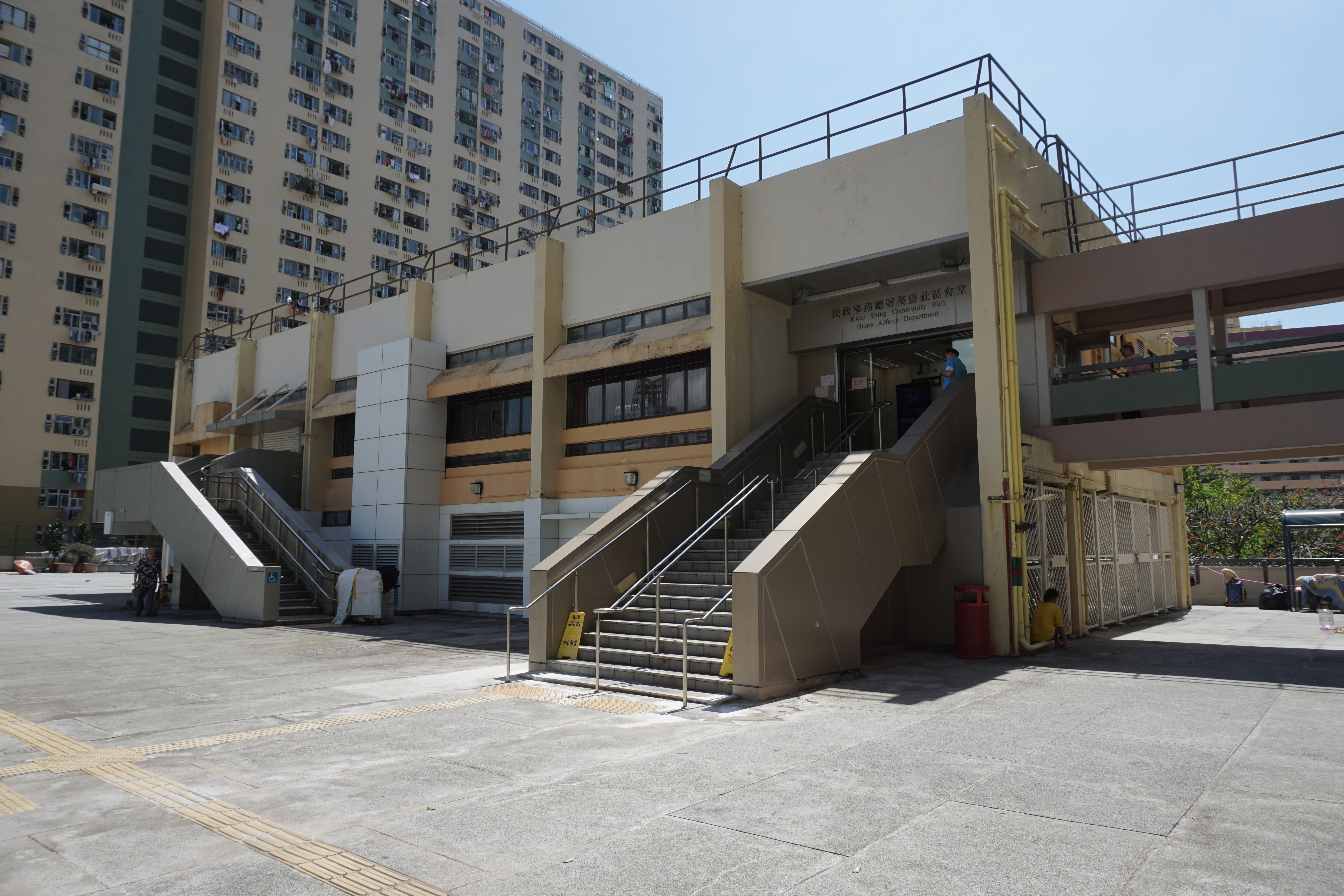
葵盛社區會堂
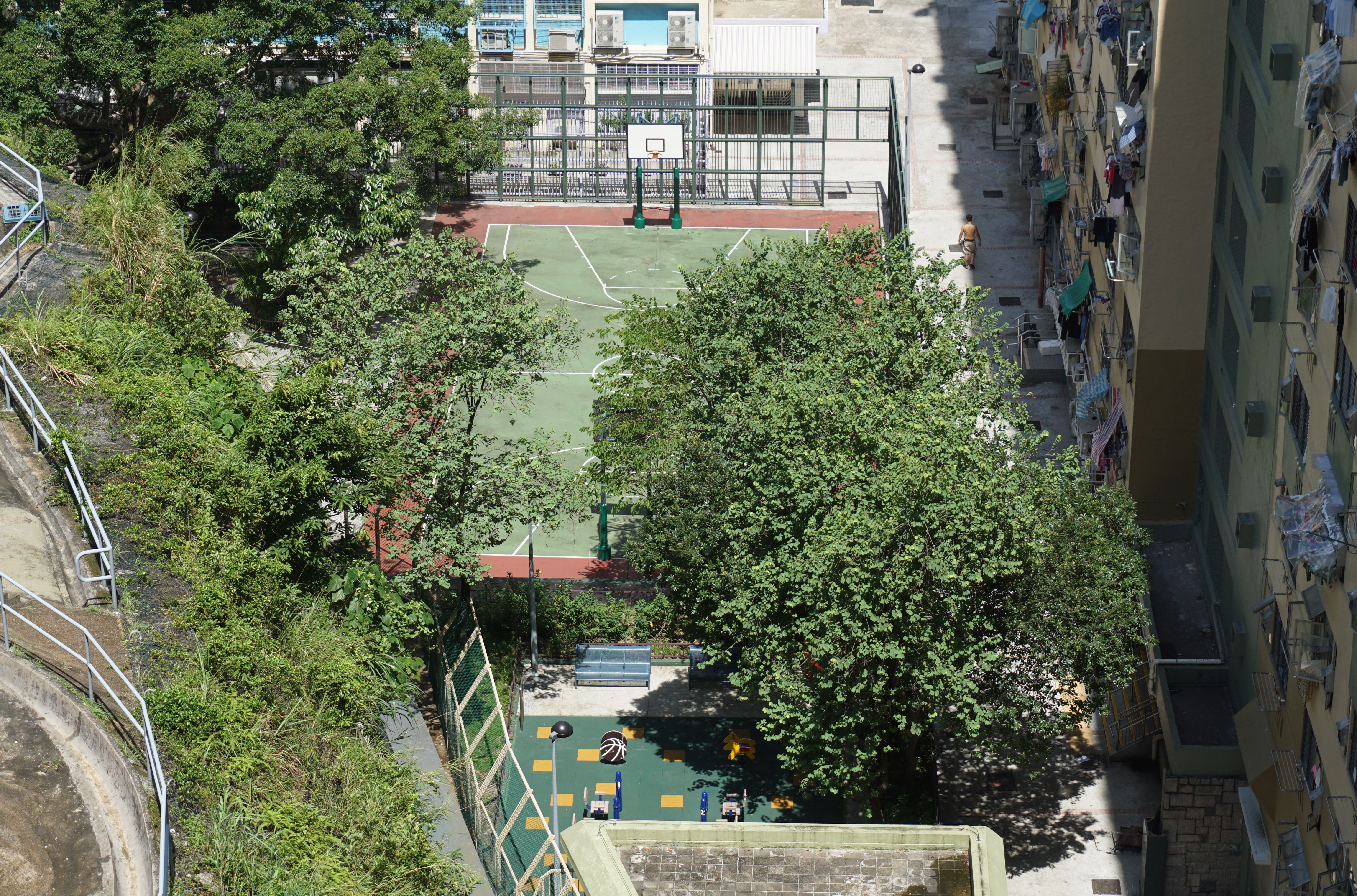
葵盛西邨籃球場、兒童遊樂場及健體區
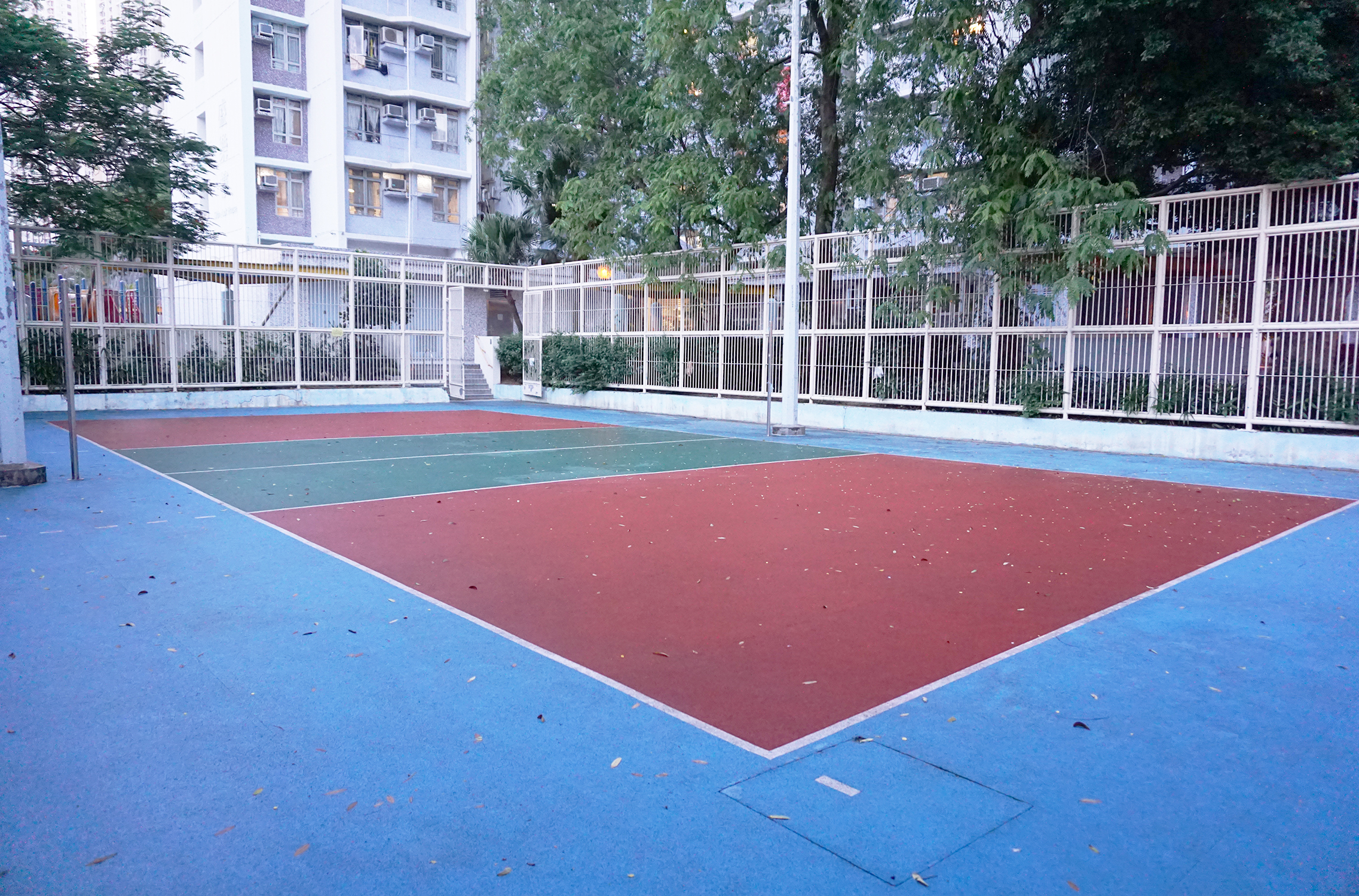
葵盛東邨排球場
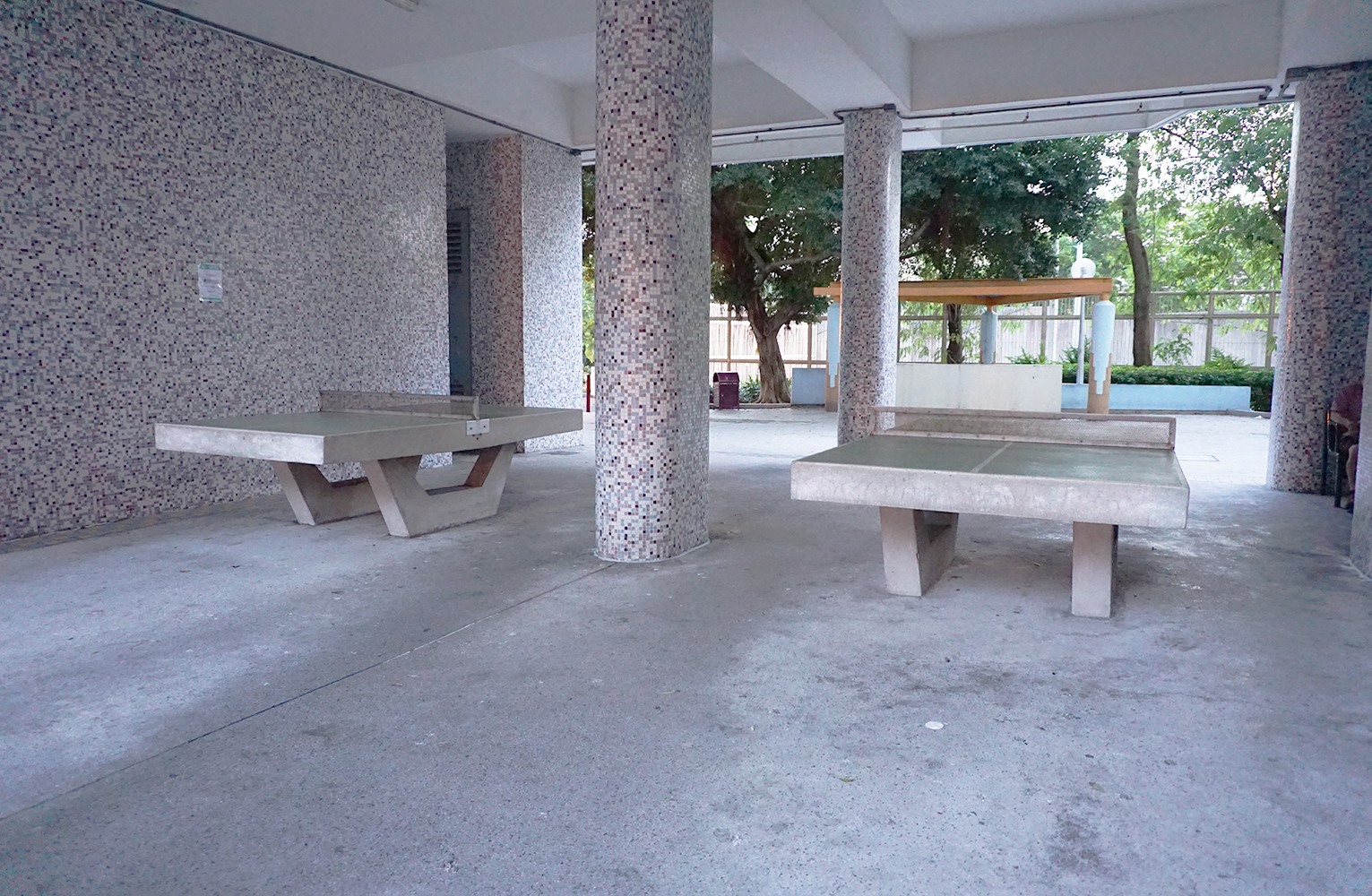
葵盛東邨乒乓球枱
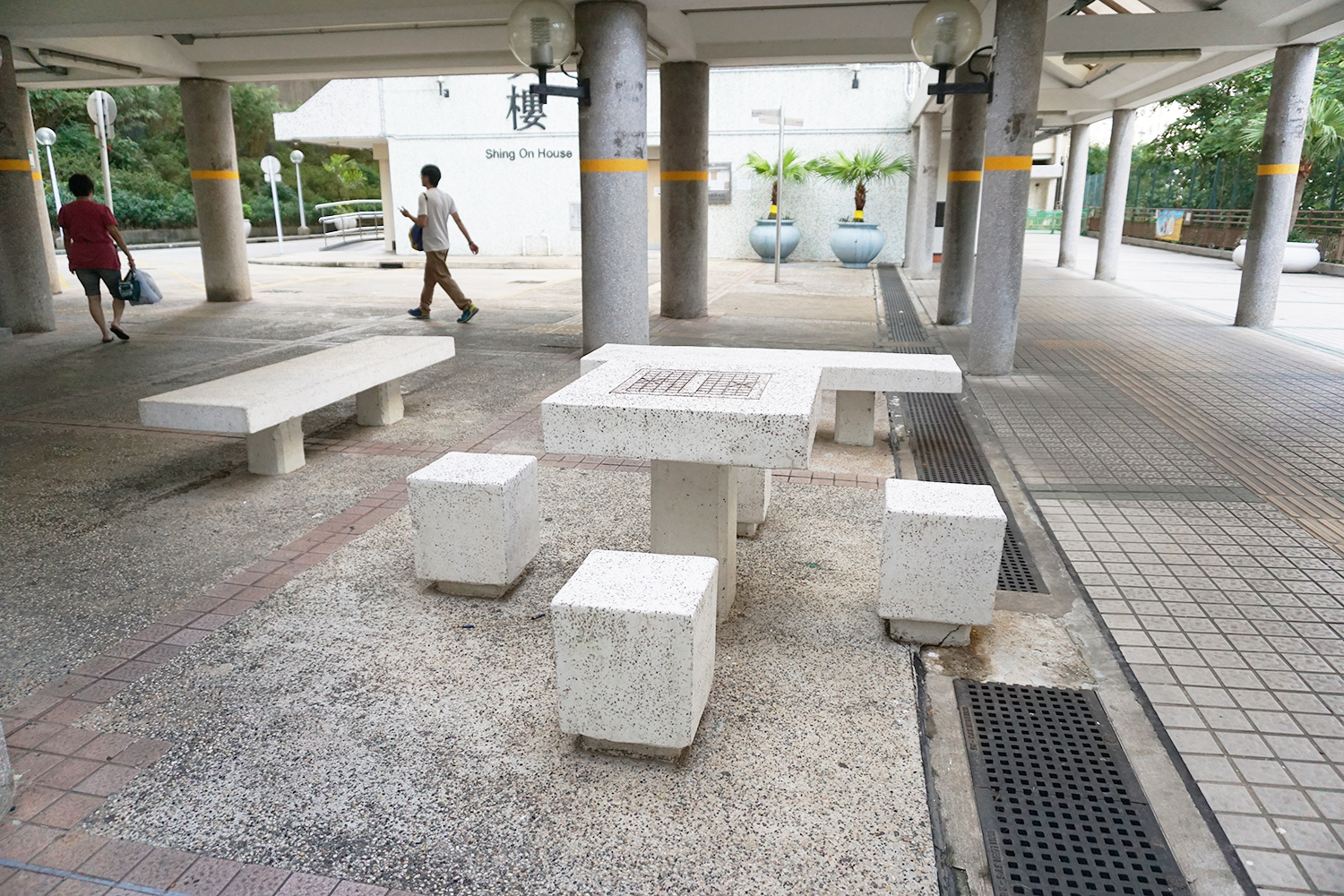
葵盛東邨棋藝區
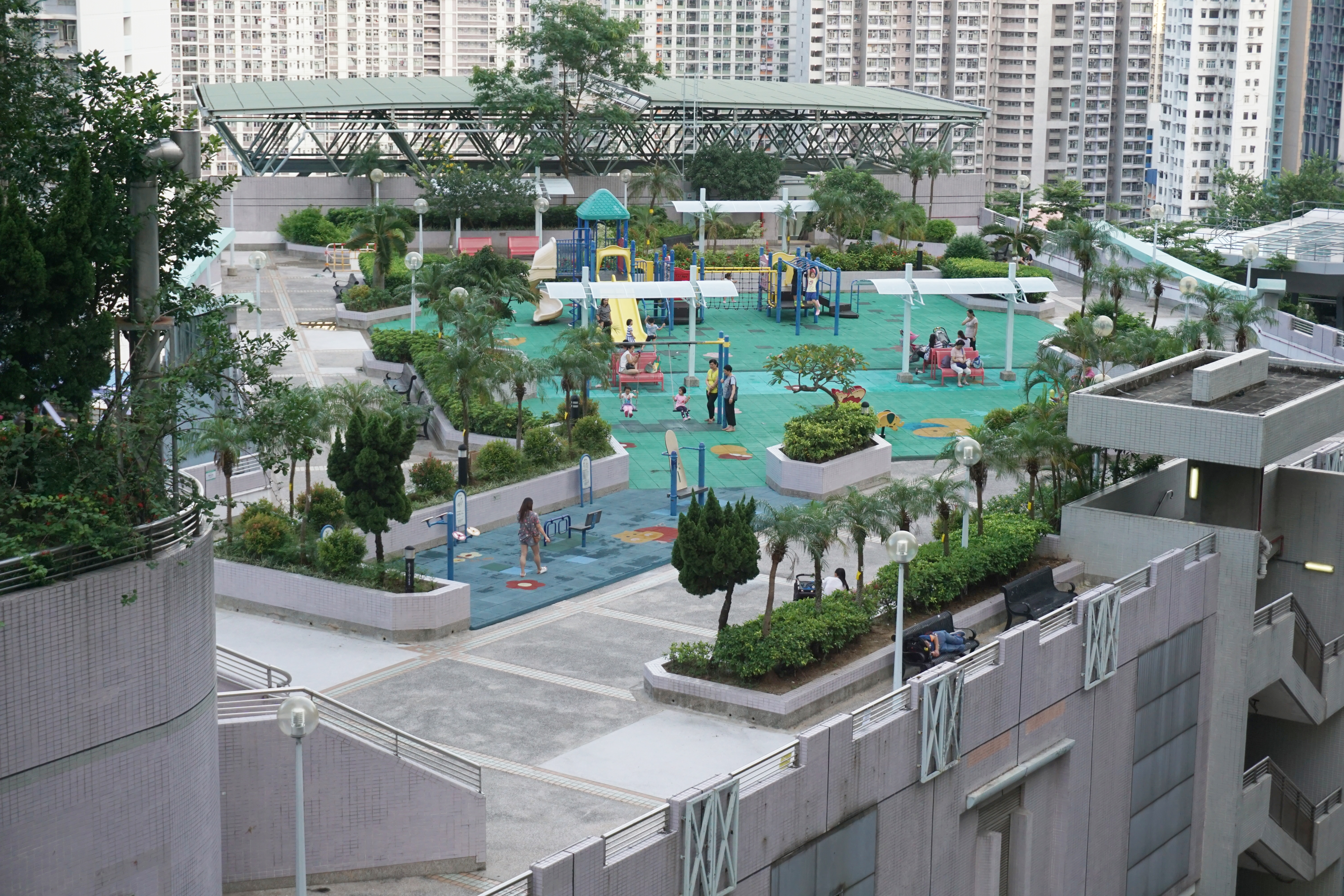
葵盛東邨兒童遊樂場及健體區
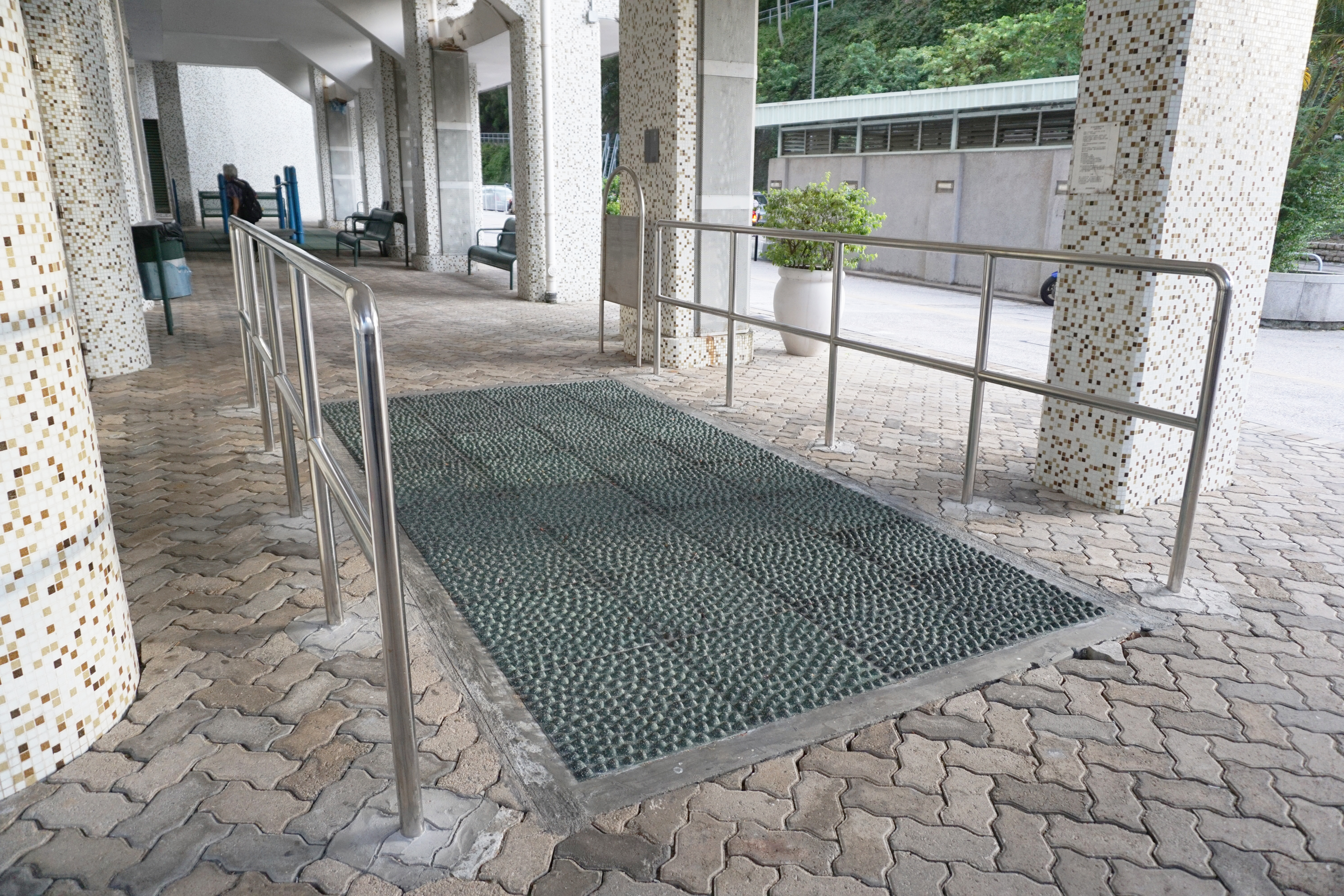
葵盛東邨卵石路步行徑
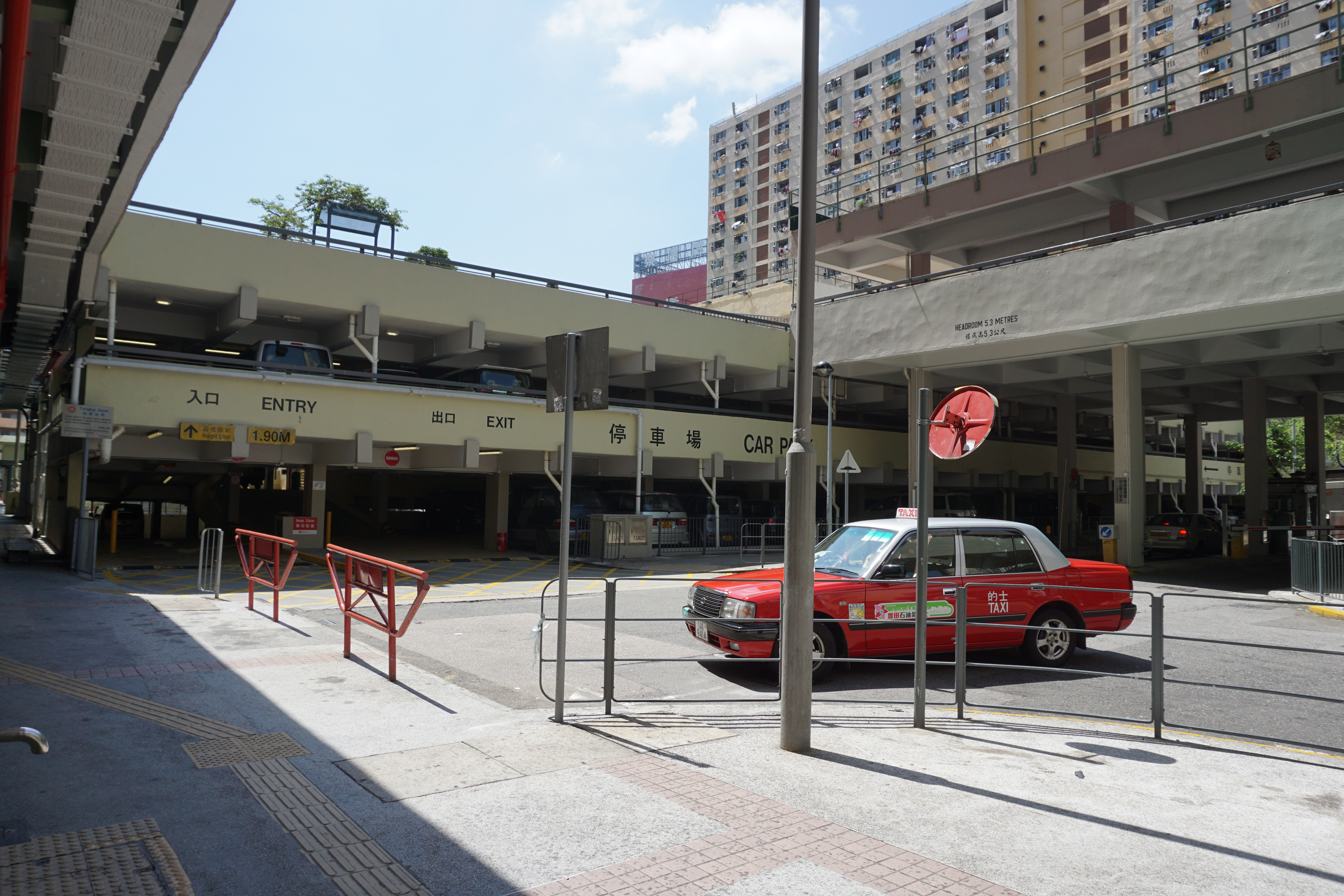
葵盛西邨停車場
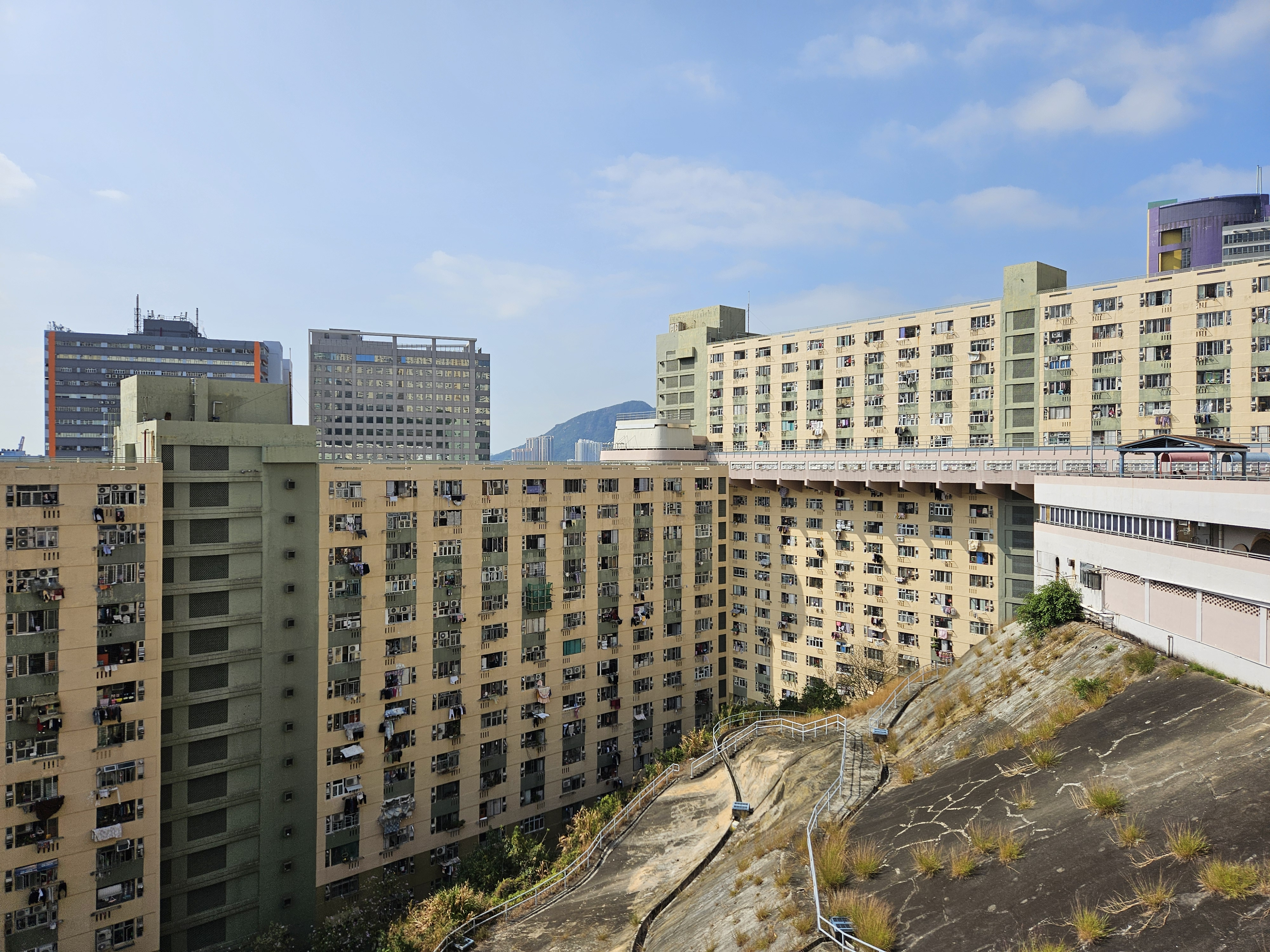
由於葵盛西邨依山坡而建，邨內地勢不一，需倚靠快速升降機直接來往地面及山上。圖為第9座只往返地面與16樓的電梯。
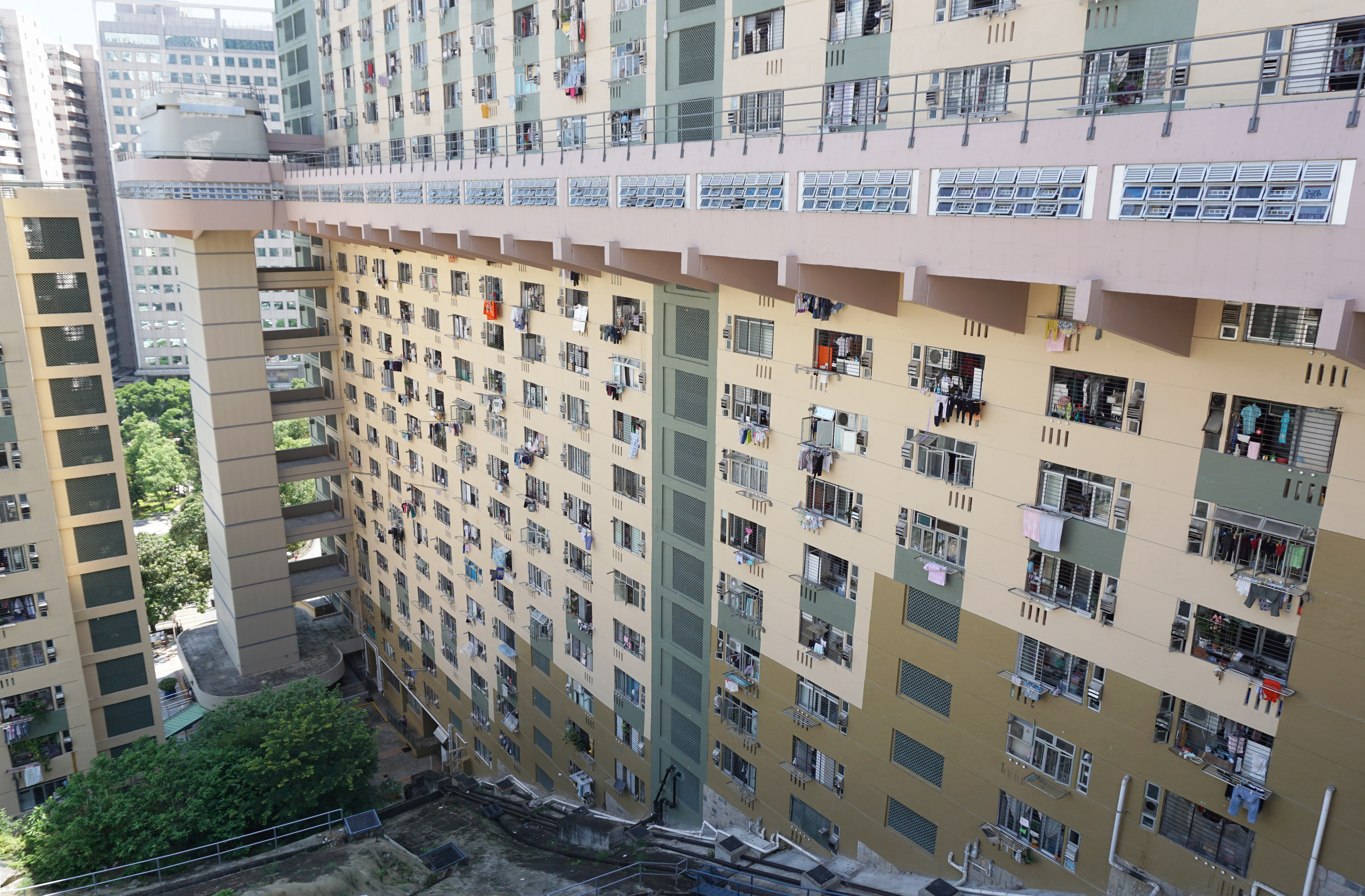
邨內大型升降機塔

## 設施

### 區內設施及學校
上下葵盛圍一帶為葵青區中學集中之處，所以葵盛東邨附近的葵盛圍地區，有不少中學和訓練學校，而邨內亦有幼稚園和小學等初等教育設施。
幼稚園及幼兒園
- 崇基幼稚園 （1978年創辦）（第6座地下）
- 東華三院香港鑪峰獅子會幼兒園 （1978年創辦）（第10座地下）
- 葵盛禮賢會幼稚園 （1998年創辦）（盛國樓地下）
- 保良局李俊駒伉儷幼稚園（2000年創辦）[16][17]（盛逸樓地下）

已結束
- 葵寶幼稚園（第5座地下）
- 坤慈幼稚園

小學
- 聖公會主恩小學
- 聖公會仁立小學
- 基督教香港信義會葵盛信義學校
- 柏立基教育學院校友會盧光輝紀念學校（易名前為「柏立基教育學院校友會李一諤紀念學校」）

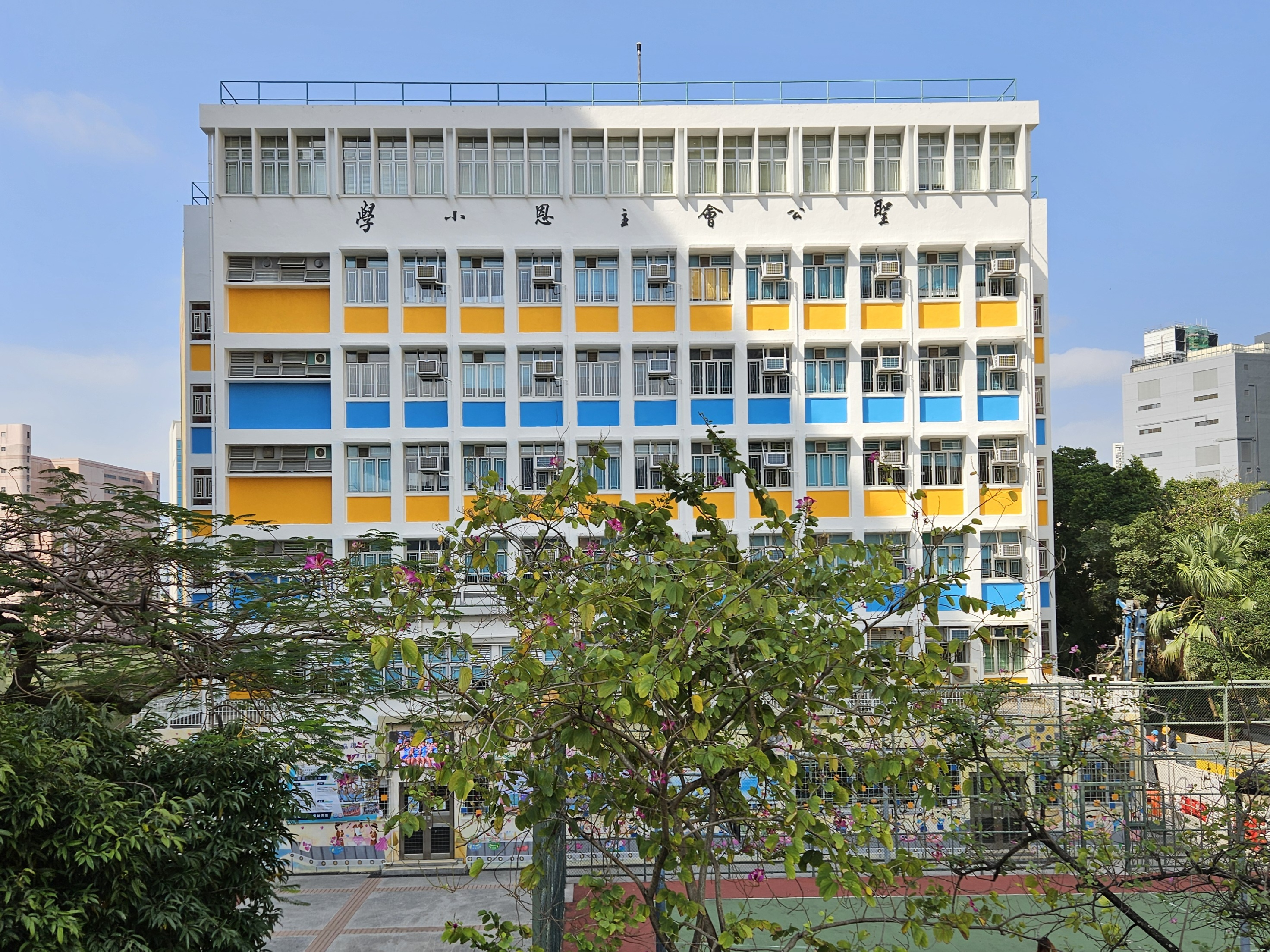
聖公會主恩小學
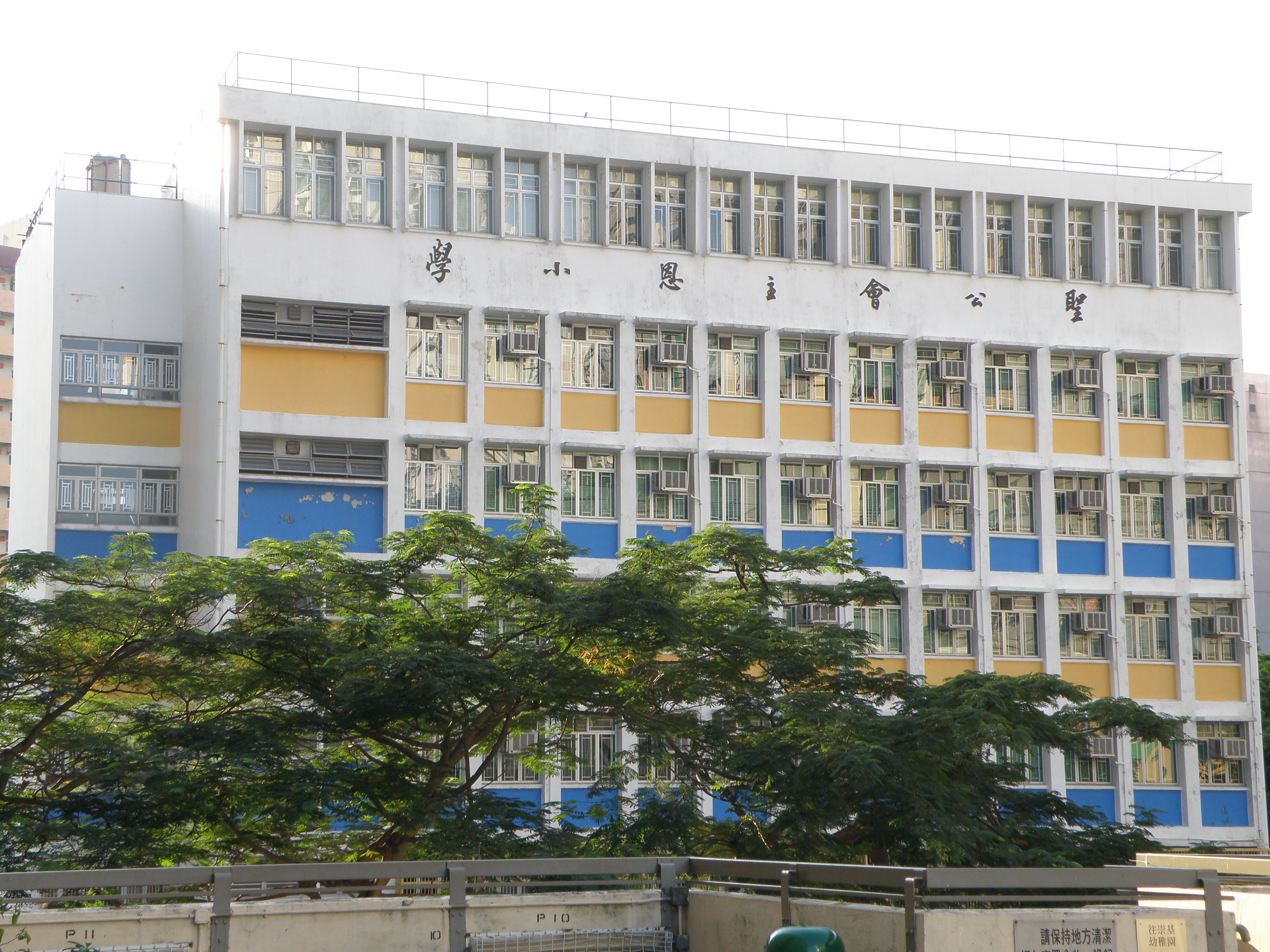
另一角度聖公會主恩小學校舍
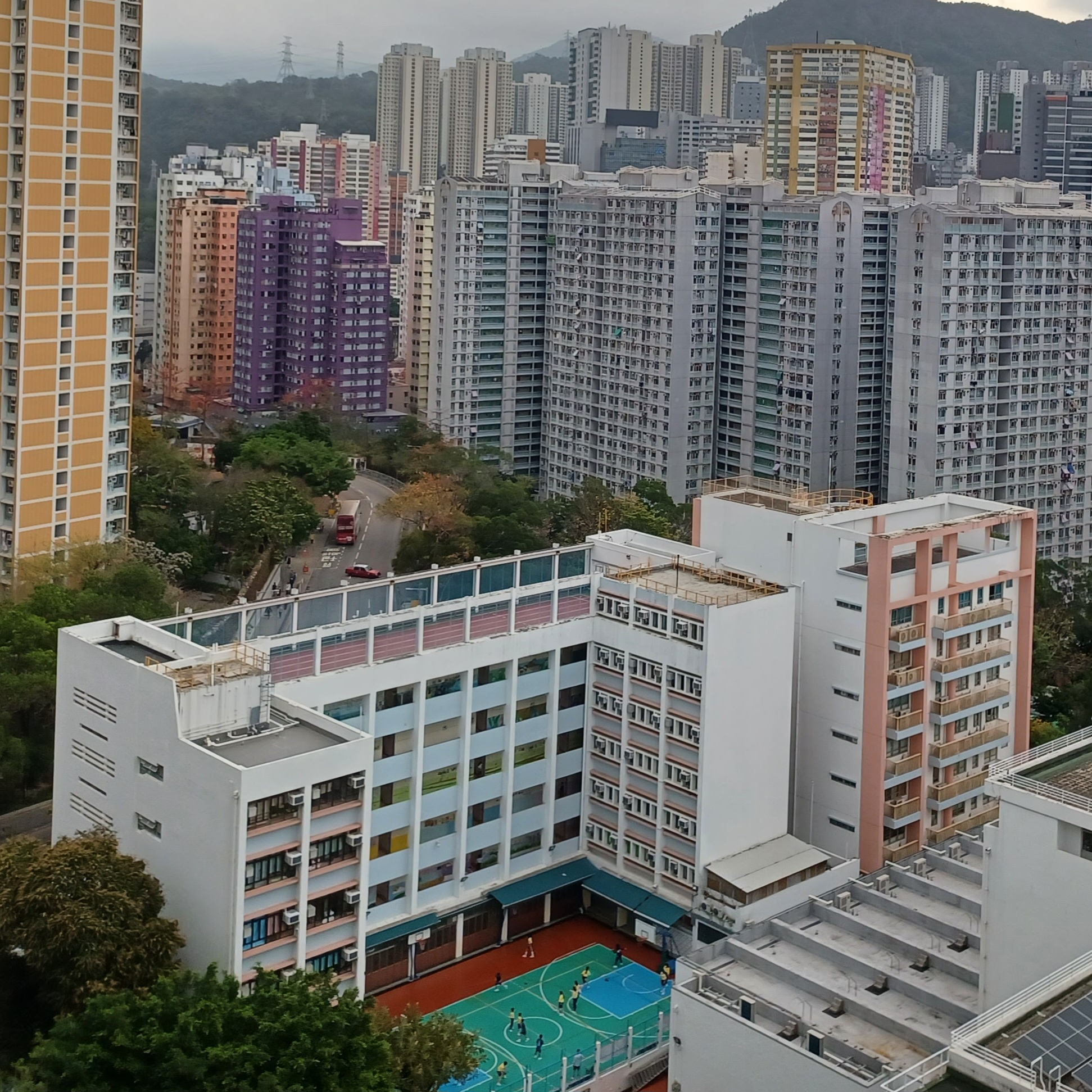
聖公會仁立小學
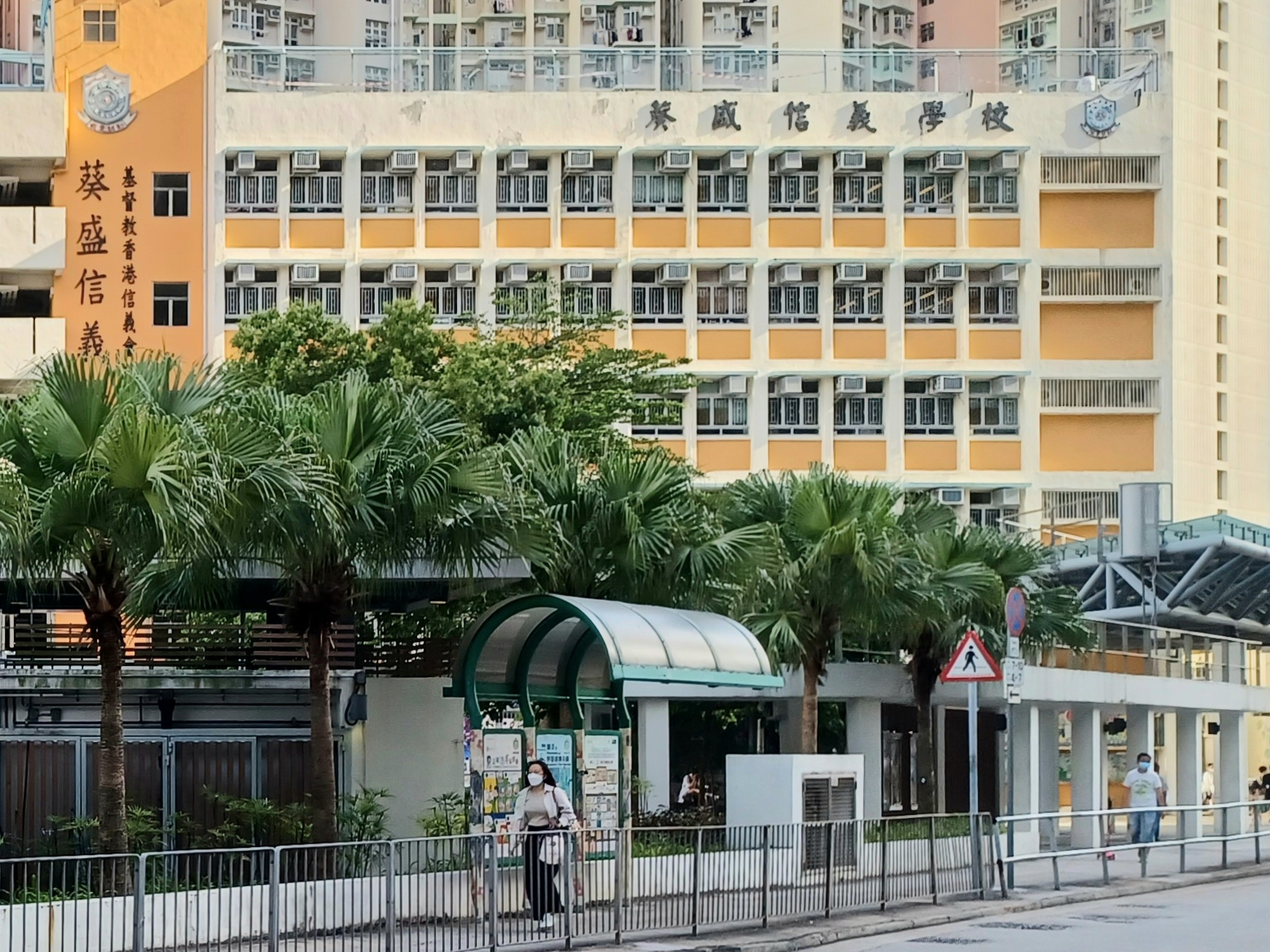
基督教香港信義會葵盛信義學校

已結束
- 循道衛理聯合教會羅愛徒會督小學（1992年遷往大埔，易名為「大埔循道衛理小學」）
- 香港道教聯合會鄧顯紀念學校（1990年被下令殺校，至1993年結束）
- 培雅小學（1991年向葵盛信義學校借校，繼續辦學至1993年結束）

中學
- 聖公會林護紀念中學
- 天主教母佑會蕭明中學
- 佛教善德英文中學
- 順德聯誼總會李兆基中學
- 東華三院陳兆民中學
- 樂善堂顧超文中學
- 中華傳道會李賢堯紀念中學
- 循道衞理聯合教會李惠利中學
- 棉紡會中學
- 天主教慈幼會伍少梅中學

專上學院
- 香港專業教育學院（葵涌分校）

特殊教育
- 香港耀能協會羅怡基紀念學校（1974年創辦） （前身為丁熊照學校）
- 三水同鄉會劉本章學校（1976年創辦）

### 文娛康樂設施
葵盛東邨
葵盛東邨雖然佔地廣闊，但文康設施較為缺乏，則為區內居民和附近學校學生詬病的問題之一。邨內只有小型的籃球場和休憩設施。不過葵盛東邨的香港中華基督教青年會新界會所，則提供了自修室、室內泳池等康樂設備供會員使用。
而在商場平台盛強樓地下亦有一所綜合青少年服務中心，全名為萬國宣道浸信會盛恩基督教社會服務中心，為區內青少年人提供服務。
葵盛西邨
葵盛西邨是區內尚未重建而且遠離市中心的公共屋邨，邨內的設備略見不足。除了區內有舊式的休息公園和籃球場外，就只有一個區內僅存舊式社區會堂（尚有葵芳仁芳街私人住宅區內的葵芳社區會堂，而另一個同一樣式的梨木樹社區會堂已經重建）；但就近則是南葵涌區唯一一個由康樂及文化事務署管理的泳池及網球場，葵盛公共泳池以及葵盛圍網球場。
而葵盛西邨内尚有由萬國宣道浸信會提供的青少年服務設施。另外位於第10座亦有一所庇護工場，為區內身心障礙人士提供就業機會。

### 商業設施
葵盛東邨擁有一座由香港房屋委員會興建，現由基滙資本管理的商場 - 葵盛東商場 ，內有超級市場、食肆及診所等。
以及一座外判予建華集團的冷氣街市。
但居民多會到葵興或葵芳一帶購物，商場設施略為不足。
葵盛西邨設有一個舊式購物中心及街市，惠康超級市場及茶餐廳，但多年前的酒樓也轉作安老中心，由於選擇不多，居民多會到葵芳或荃灣購物。另近年在8座3樓平台新開設一間7-eleven便利店，但規模比較細小。但在區議員競選承諾下，成功爭取改建葵盛西購物中心，現已經改建完成，並新設中式酒樓及其他店舖。

#### 葵盛東商場

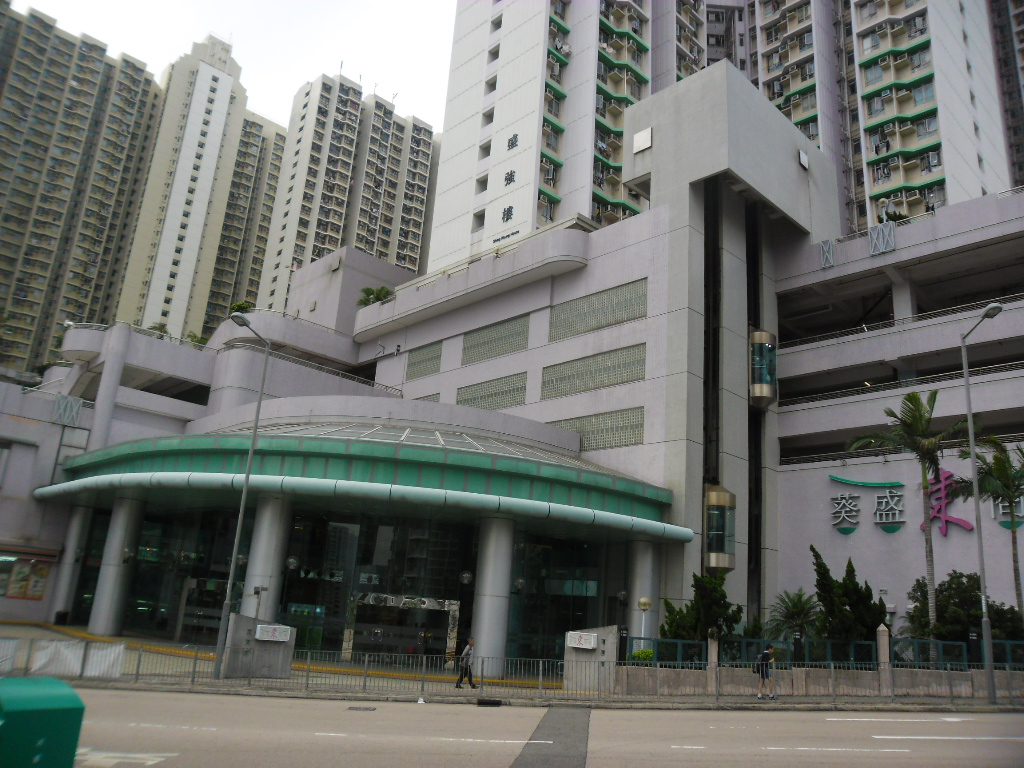
外觀
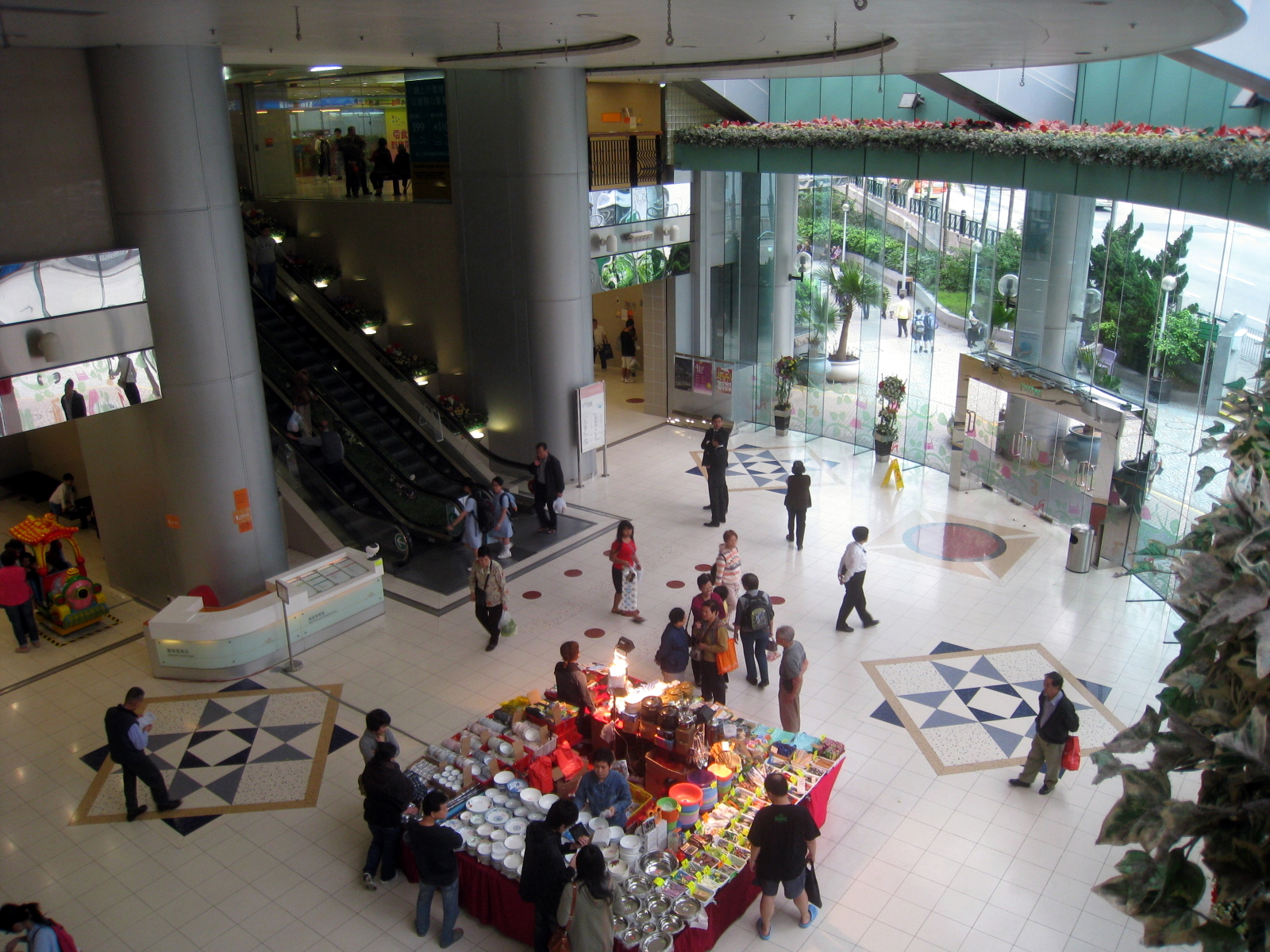
中庭（翻新前）
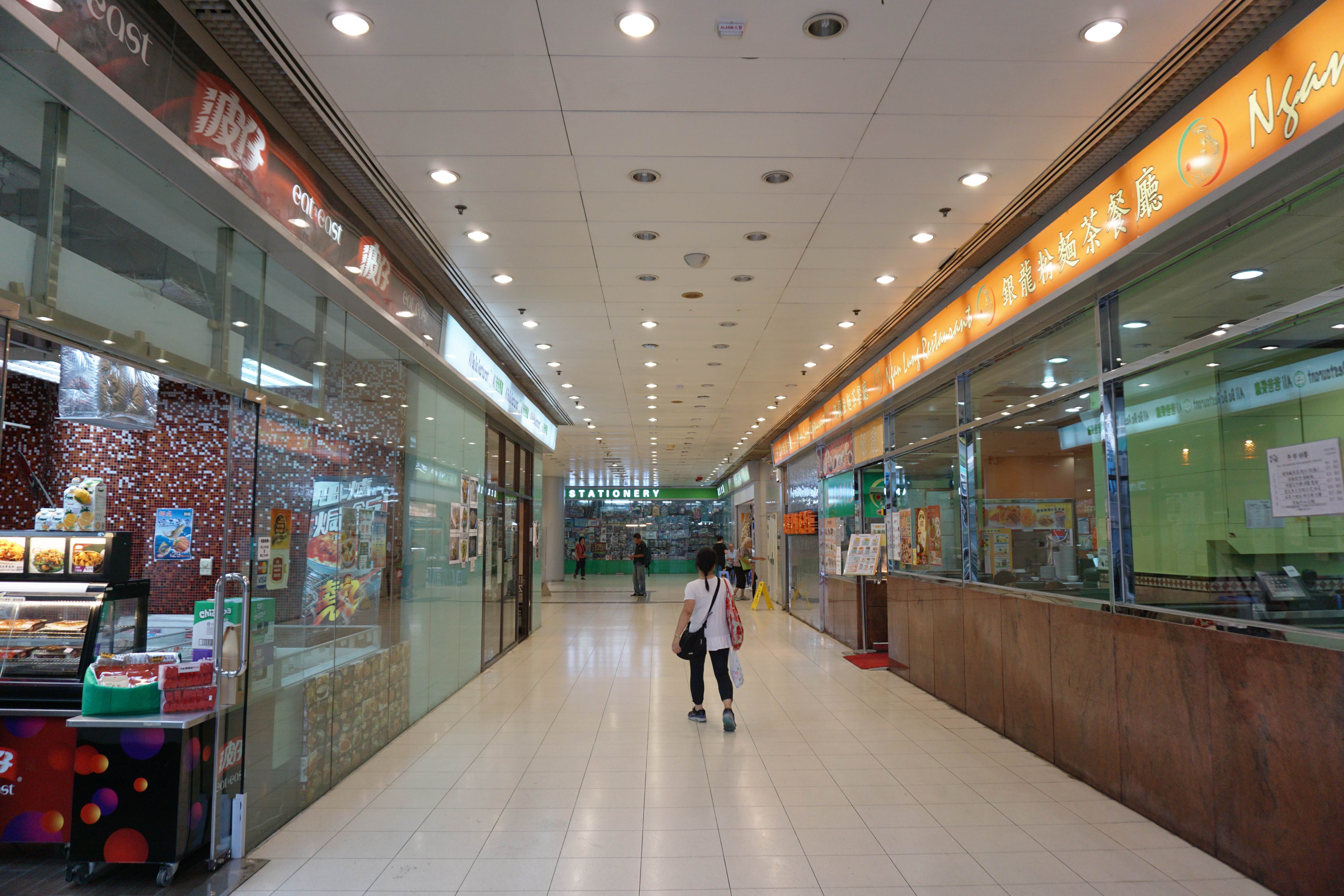
地下波仔、食肆及文具店（翻新前）
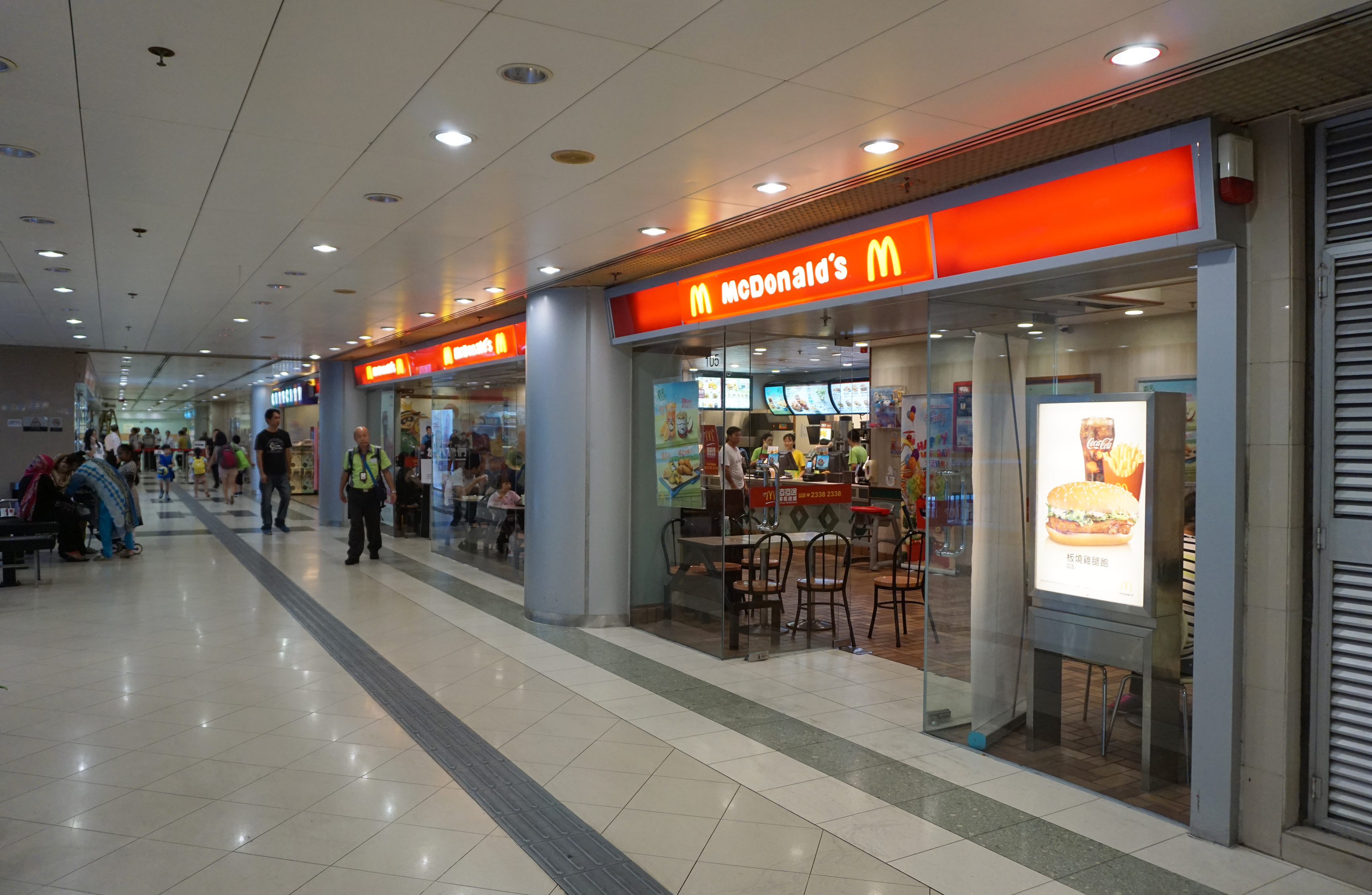
1樓麥當勞（翻新前）
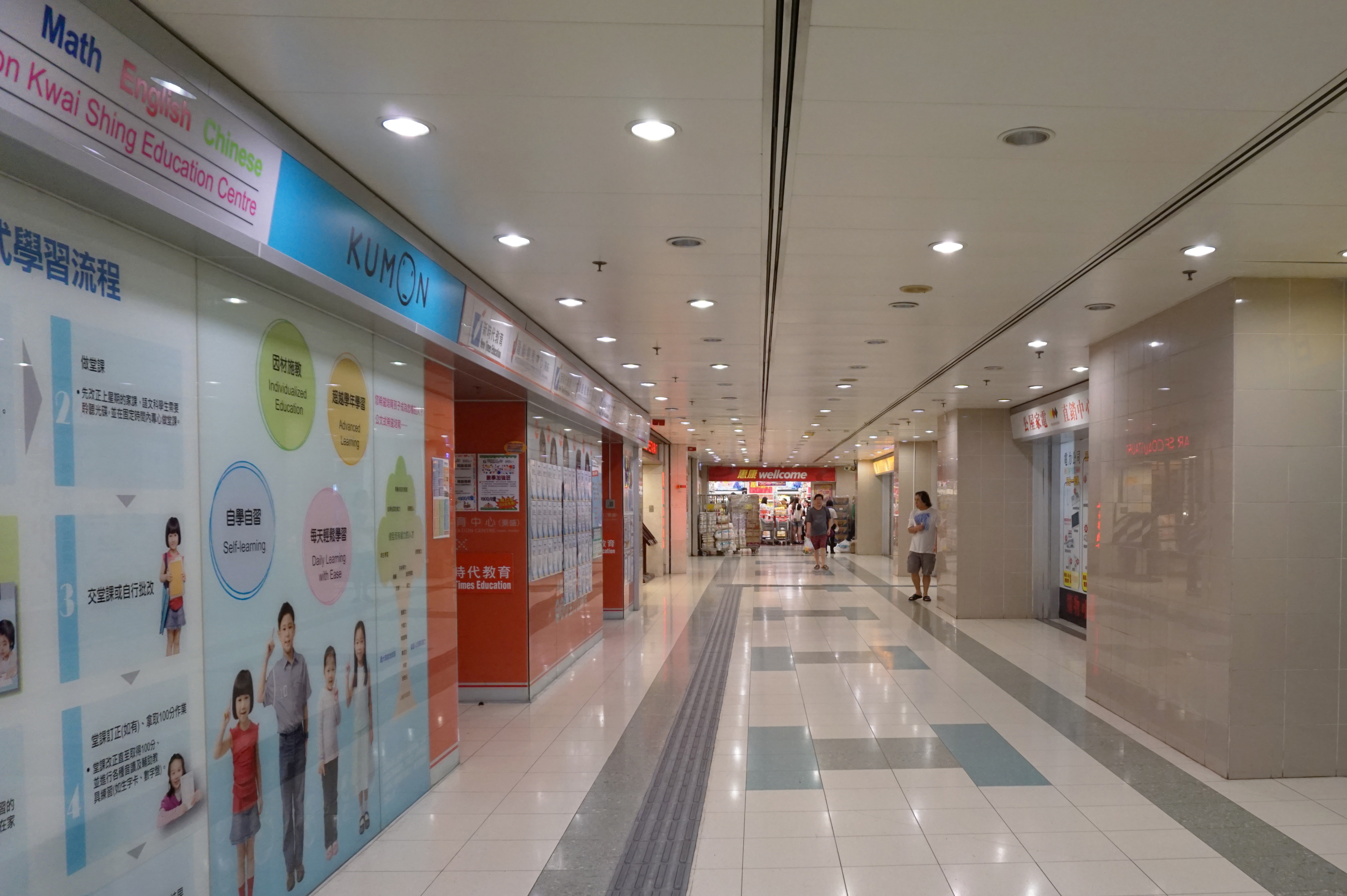
1樓補習社及惠康（翻新前）
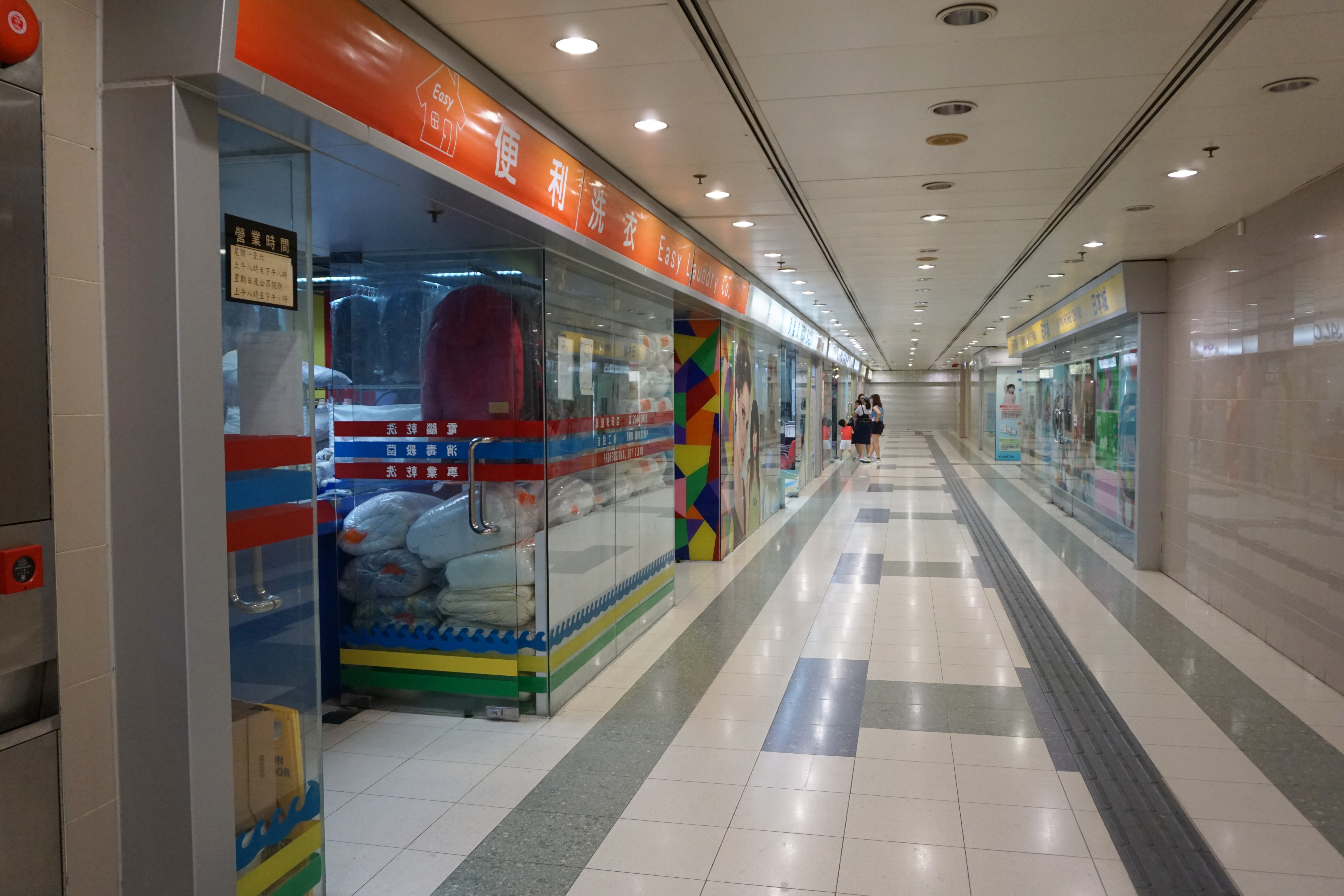
1樓洗衣店、髮廊及日本城（翻新前）

#### 葵盛東街市

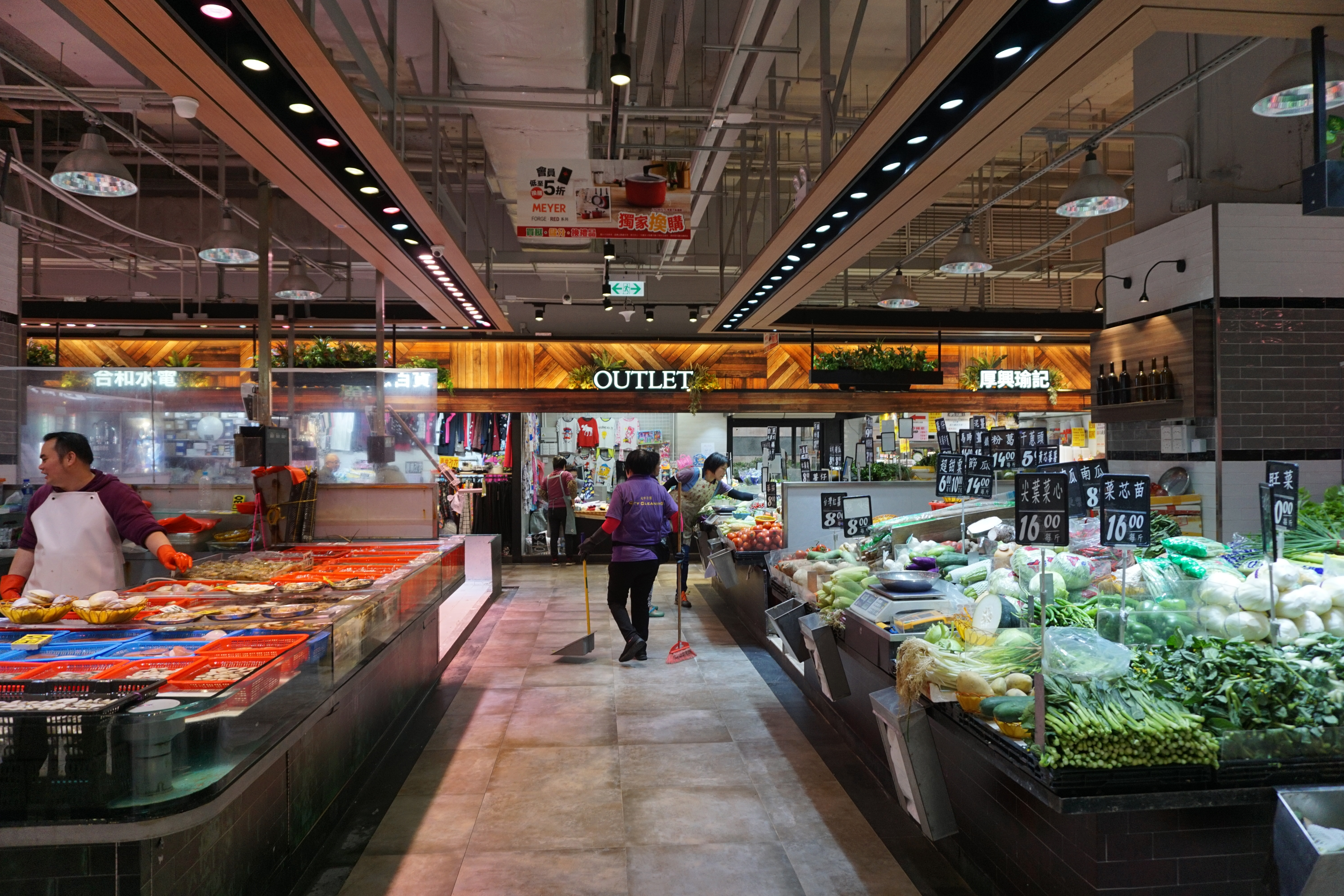
魚檔及菜檔
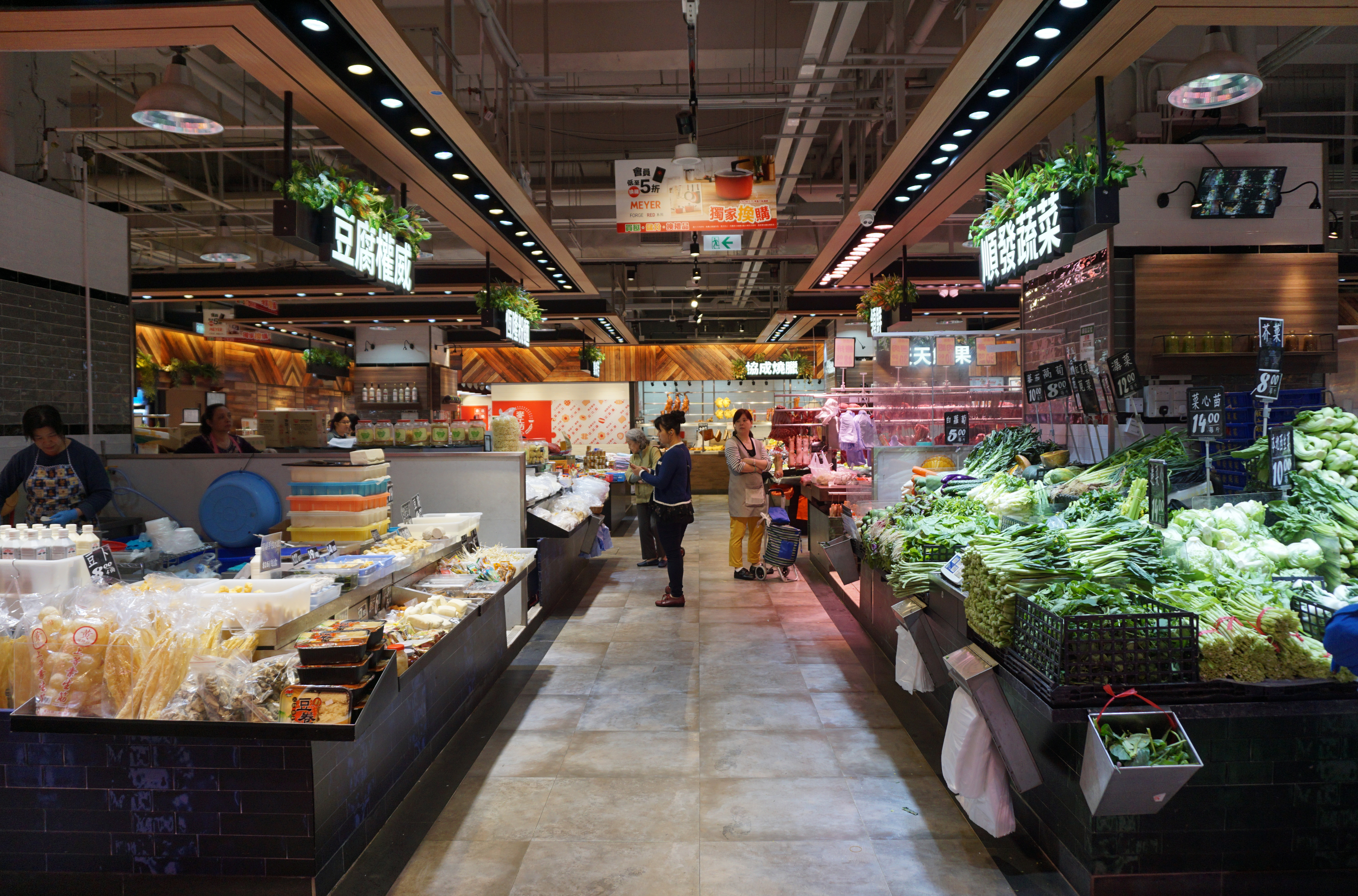
豆腐芽菜、粉麵材料、燒味及肉檔
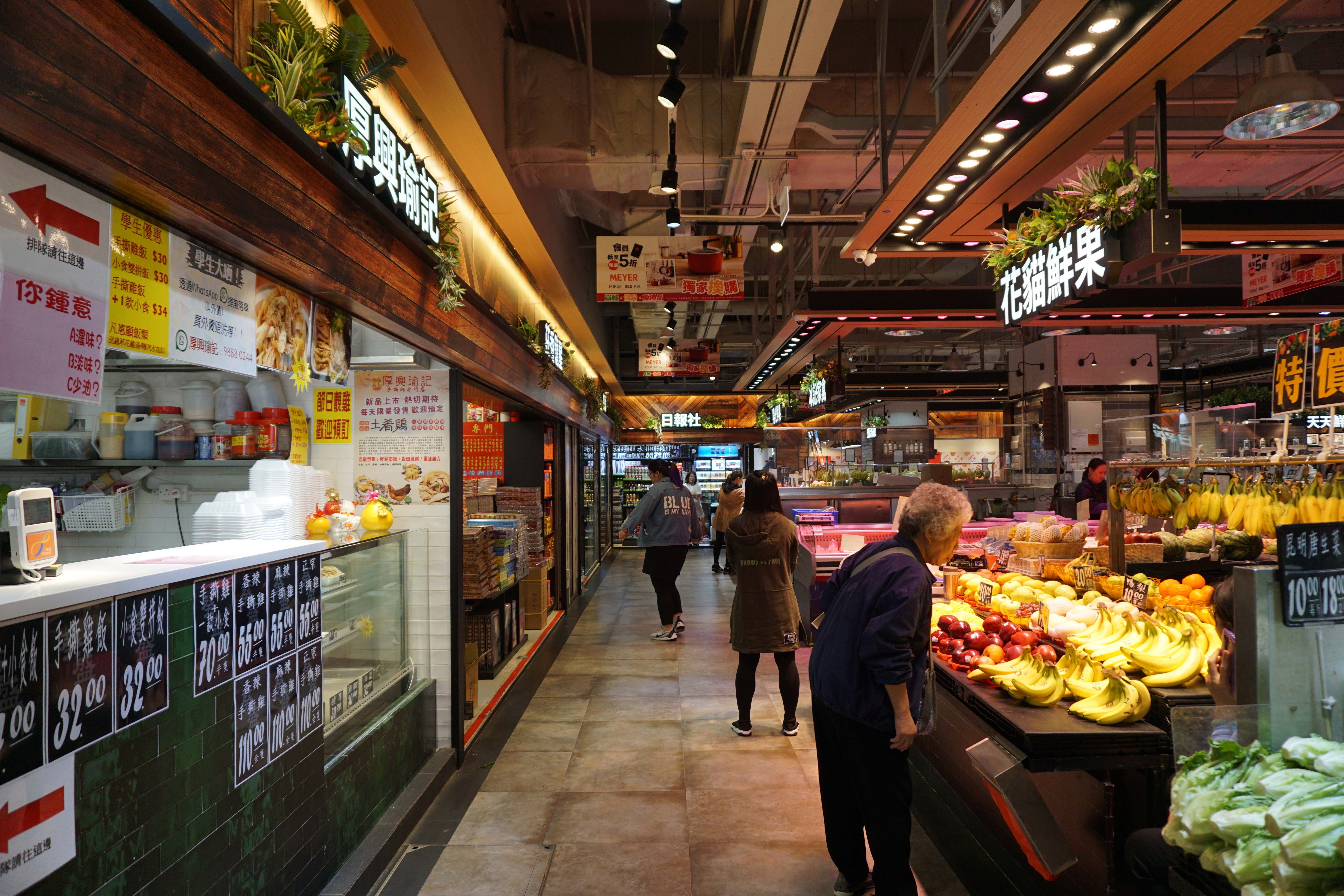
手撕雞專門店、香燭祭品、報販及水果檔
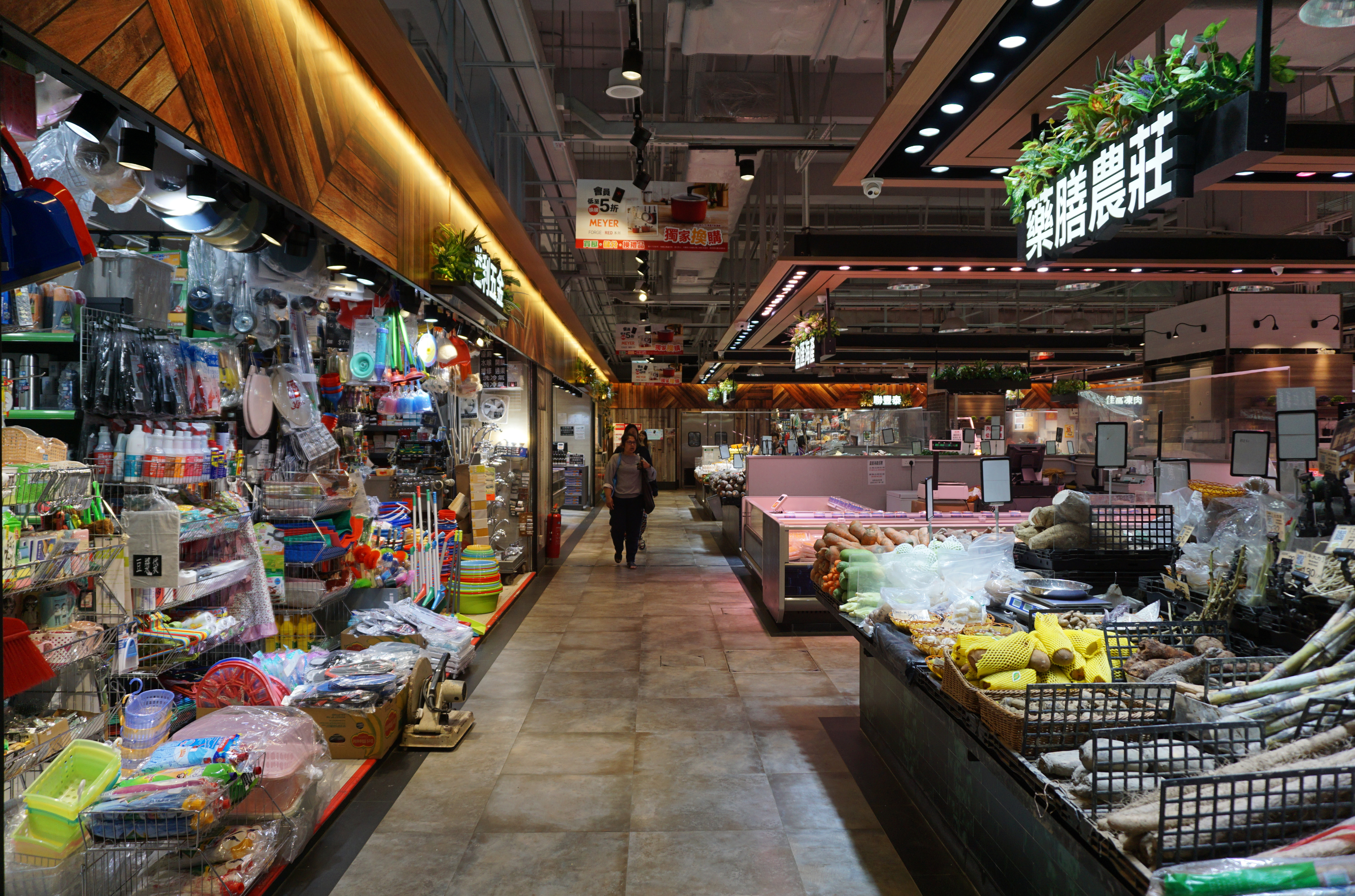
五金家庭用品及草藥店
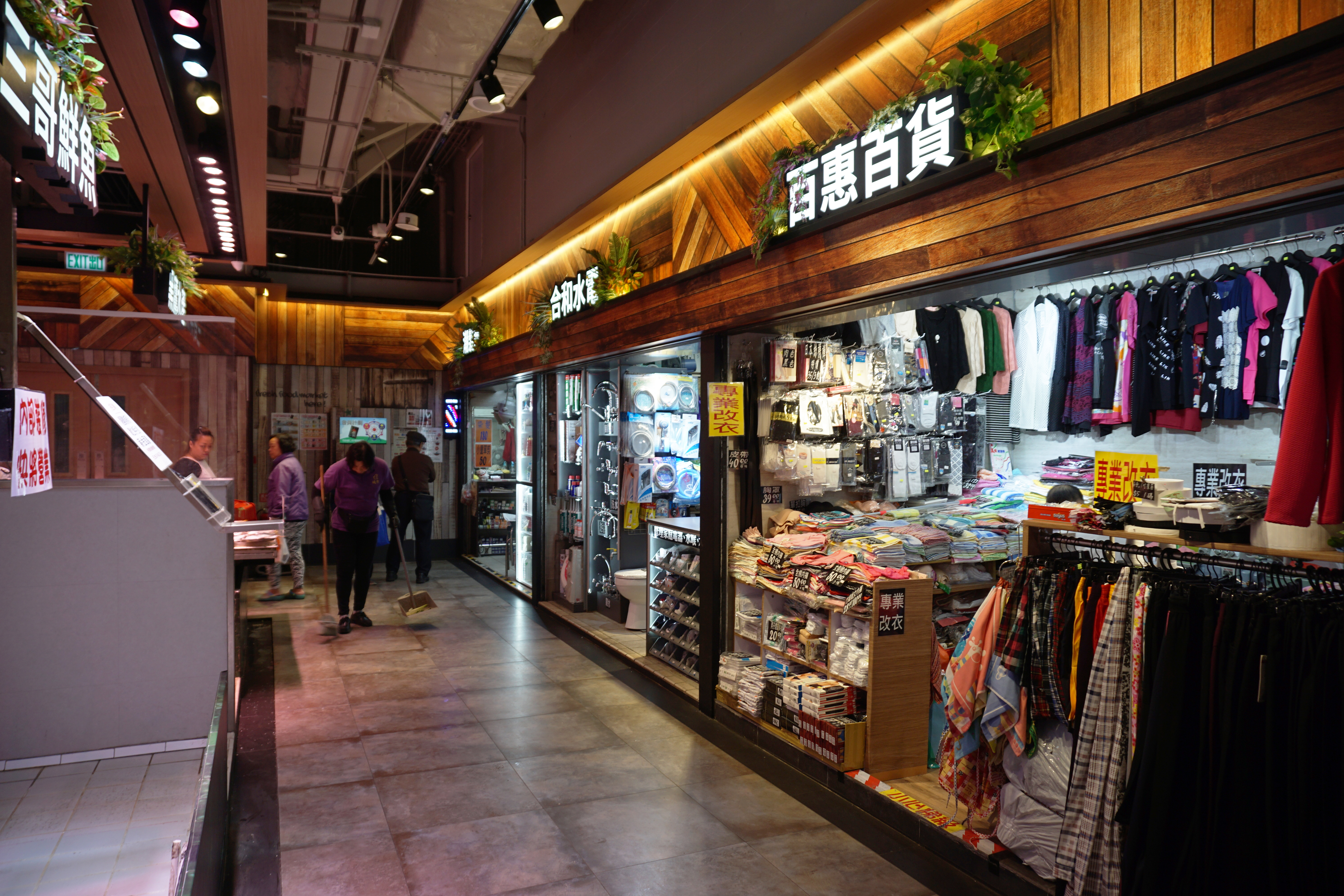
髮廊、水電工程及服裝店
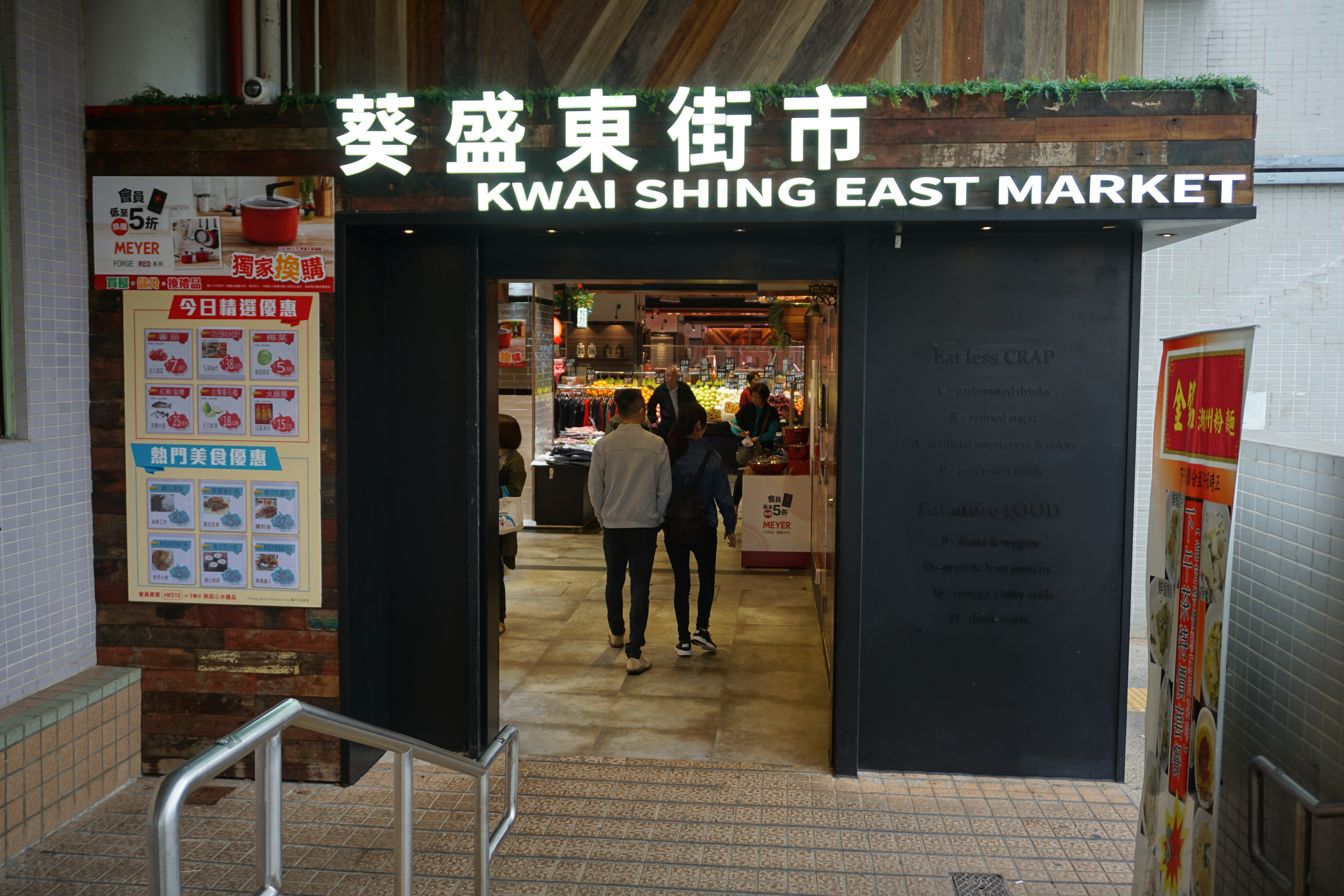
入口

| 翻新前圖集 |
| --- |
| - 魚檔 - 肉檔、菜檔及糧油雜貨店 - 瓜檔 - 花店、髮廊及水果檔 - 五金家庭用品及藥房 - 香燭祭品及燒味店 - 服裝店 - 入口 |

#### 葵盛西商場及街市

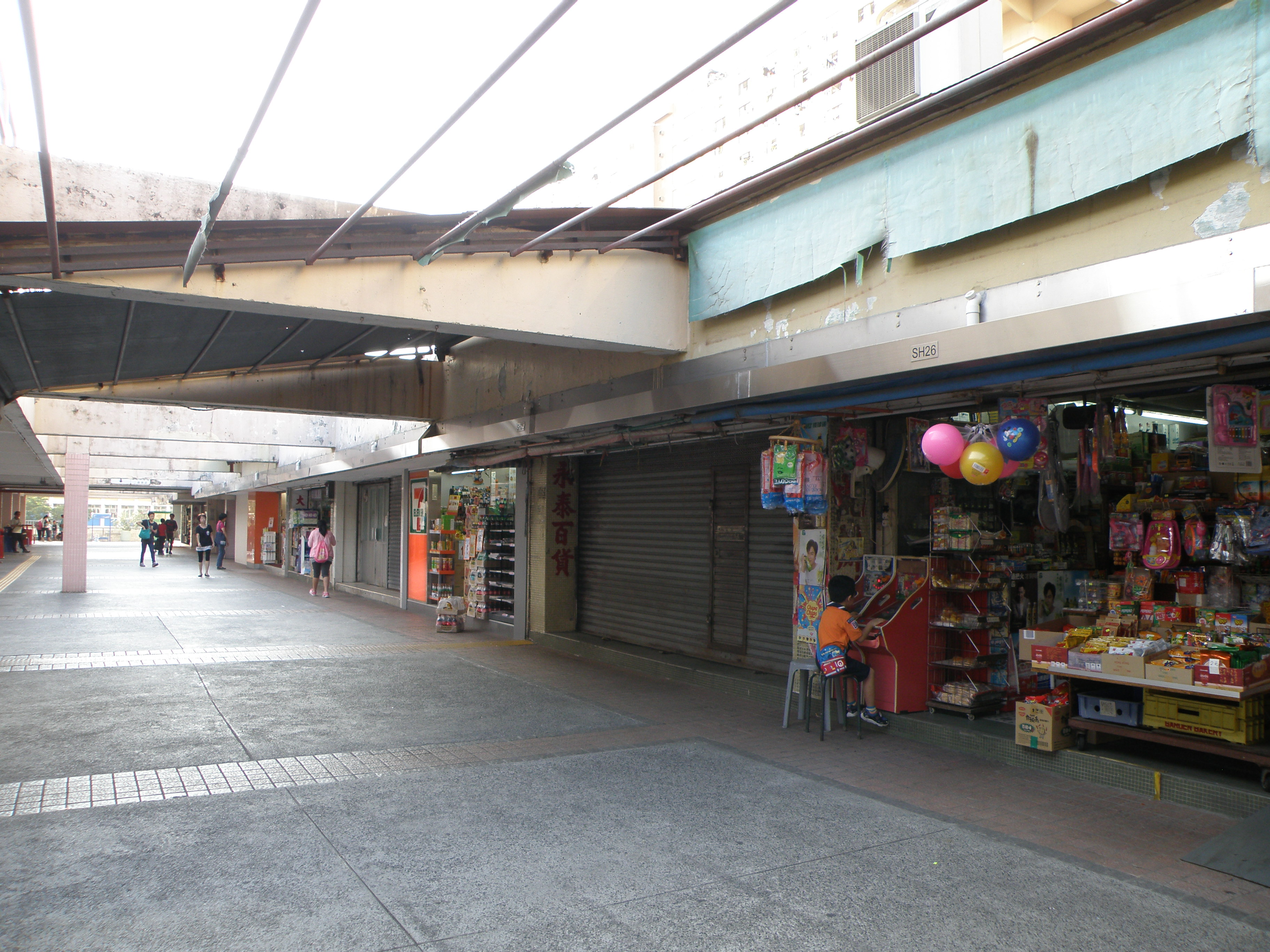
商場
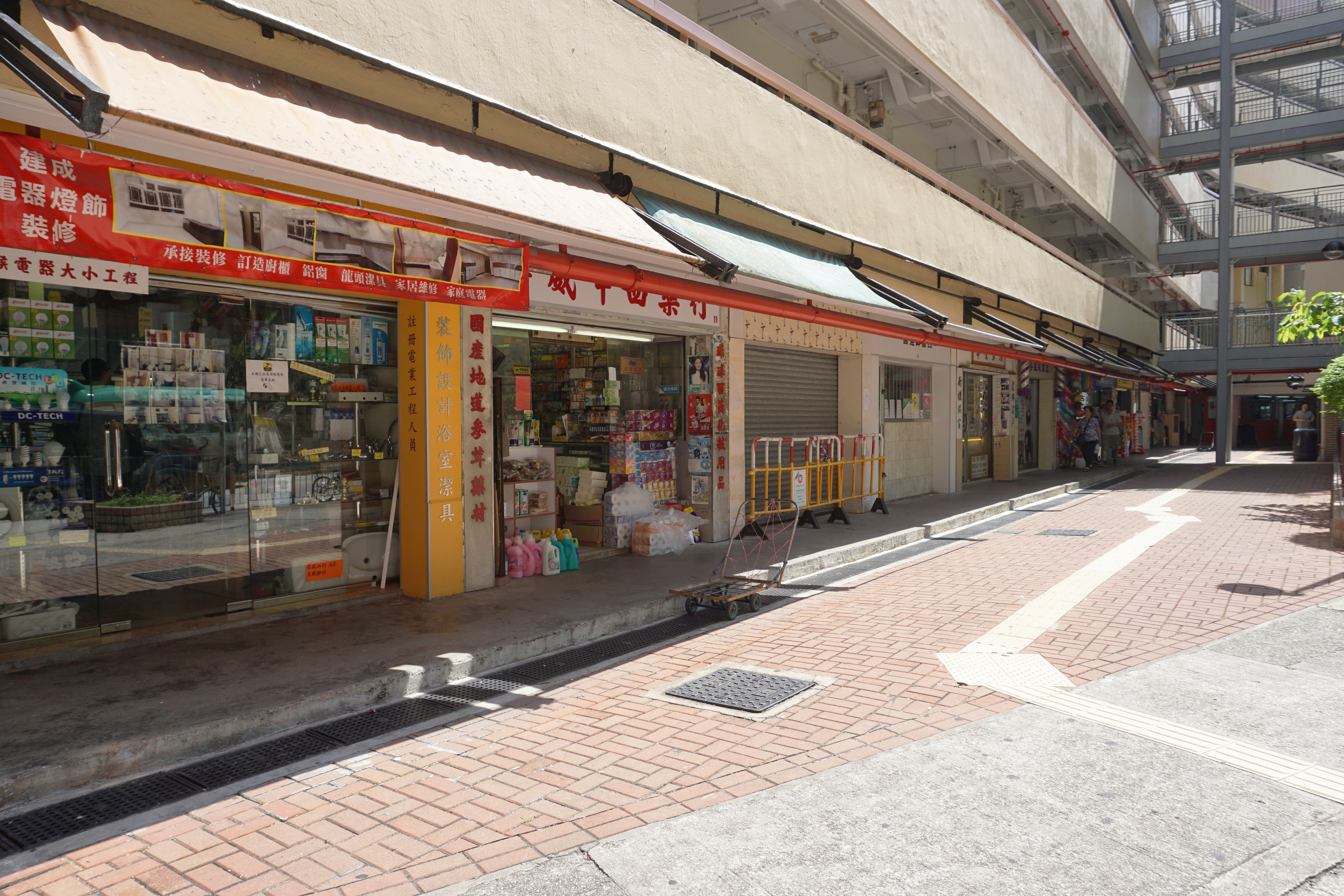
第7座地舖
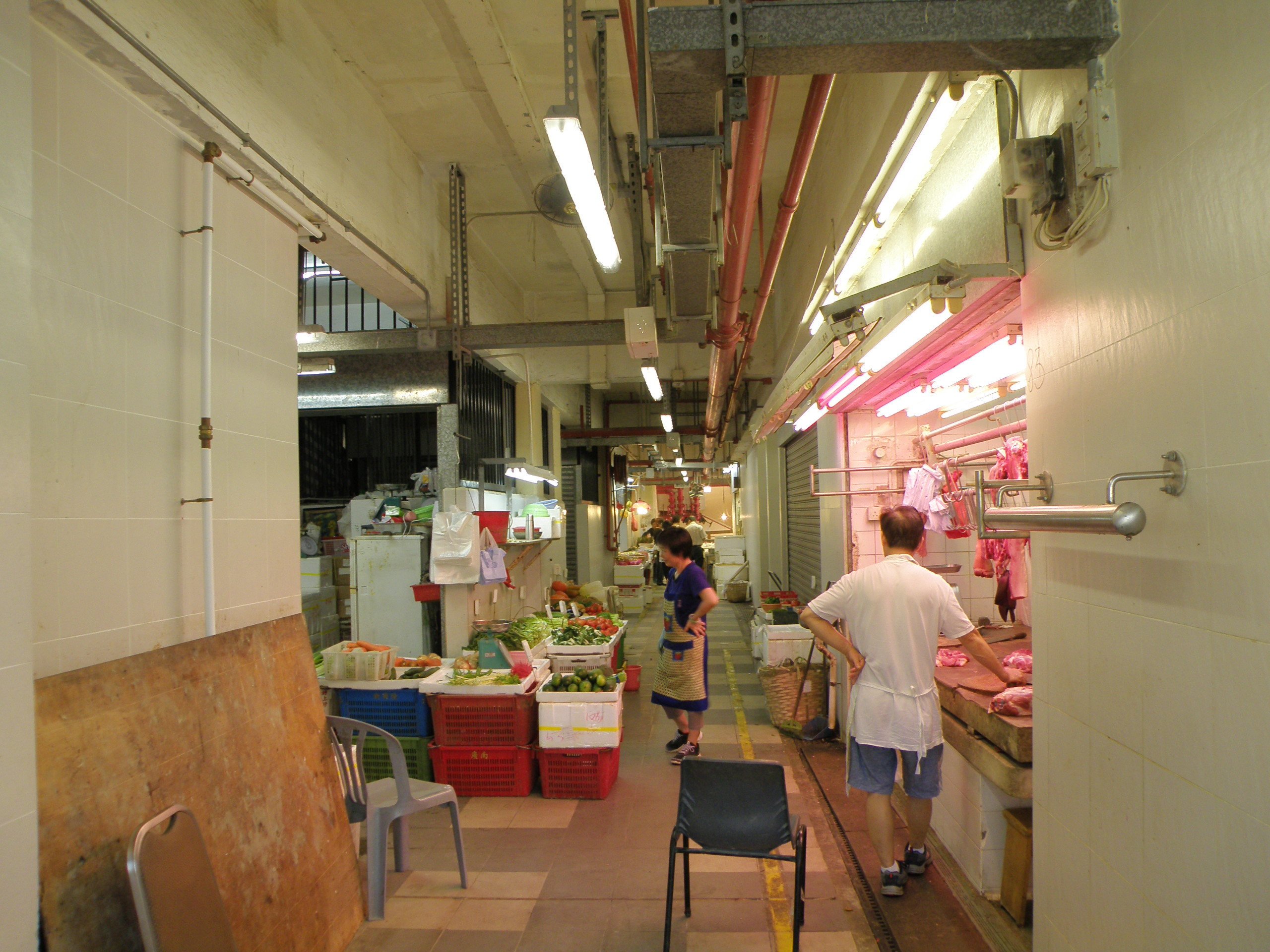
街市

## 區議會議席分布
| 範圍／年度 | 2000-2003    | 2004-2007    | 2008-2011    | 2012-2015    | 2016-2019    | 2020-2023    | 2024-2027  |
| ---------- | ------------ | ------------ | ------------ | ------------ | ------------ | ------------ | ---------- |
| 葵盛東邨   | 葵盛東邨選區 | 葵盛東邨選區 | 葵盛東邨選區 | 葵盛東邨選區 | 葵盛東邨選區 | 葵盛東邨選區 | 葵涌西選區 |
| 葵盛西邨   | 葵盛西邨選區 | 葵盛西邨選區 | 葵盛西邨選區 | 葵盛西邨選區 | 葵盛西邨選區 | 葵盛西邨選區 | 葵涌西選區 |
| 高盛臺     | 尚未落成     | 葵涌邨選區   | 葵盛西邨選區 | 葵盛西邨選區 | 葵盛西邨選區 | 葵盛西邨選區 | 葵涌西選區 |

## 著名住客
- 盧少蘭：領匯上市司法覆核案領銜公屋居民代表，獨居於葵盛西邨。
- 森美：香港著名藝人及主持人，商台叱咤903，早霸王，周一至五10:00-12:00，4至15歲時在葵盛西邨第五座8樓長大。2022年12月參與房委會與無綫電視合作拍攝的《回家》特備節目，並到回該處探訪。
- 詹志文：前商業電台主持人，在葵盛西邨長大。

## 事件

### 盛國樓上蓋工程爛尾
1995年，由於承建盛國樓（重建第三期）的海成建築有限公司資不抵債，導致該工程連同同一公司興建的坪洲金坪邨一併爛尾，事後房屋署需要將工程重新招標，而完工日期亦延至1998年1月。其後，該承建商更被揭發以往牽涉多宗公屋交樓質素不及格事件，並因其工程表現分數過低，而多次被房署拒絕投標。最後，海成於同年被國際德祥收購。

### 葵盛東邨砍人案
2010年5月8日上午11時許，一名患有精神病的42歲獨居男子，在盛國樓揮刀砍傷1名56歲婦人，其後在地下大堂再斬傷1名50歲女保安和1名58歲女街坊，並再到盛安樓的物業管理處砍傷2名分別為32歲及35歲物業經理，導致2死3傷。其中，死者是1名鄰居及1名物業經理。

### 盛安樓倫常命案
2017年10月8日，患抑鬱症的34歲姓李男子，疑不堪照顧年邁長期患病兼不良於行母親的壓力，殺母後跳樓，飛墮斜坡重創清醒送院。其母被發現時倒斃牀上，頭部近乎被斬脫，當場證實不治。

### 2019冠狀病毒病香港疫情
- 2020年12月，葵盛西邨第8座5樓先後出現15宗個案，涉及8個不同的住戶單位。衞生署向5樓所有其餘住戶界定為密切接觸者，並於同月7日晚上向他們發出檢疫令，安排入住檢疫中心。期間有人從高空撒下一批「文宣」傳單，及大叫「手足加油」。警員其後準備「旗袋」，並以電筒照射向樓上住戶。[21]然而，有少量受影響居民趕在檢疫令發出前，已經暫時遷往邨外親友家中暫住。

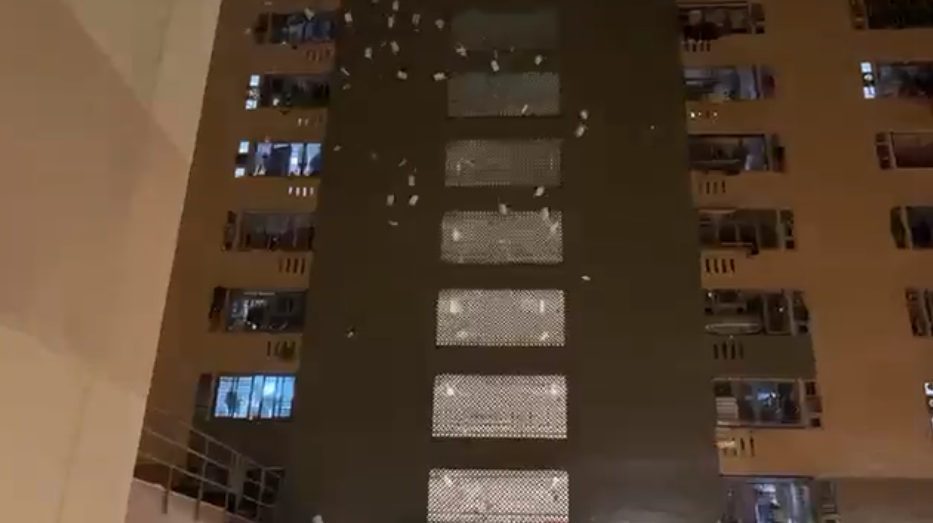
12月7日，第8座有人從高空撒下一批「文宣」傳單，及大叫「手足加油」
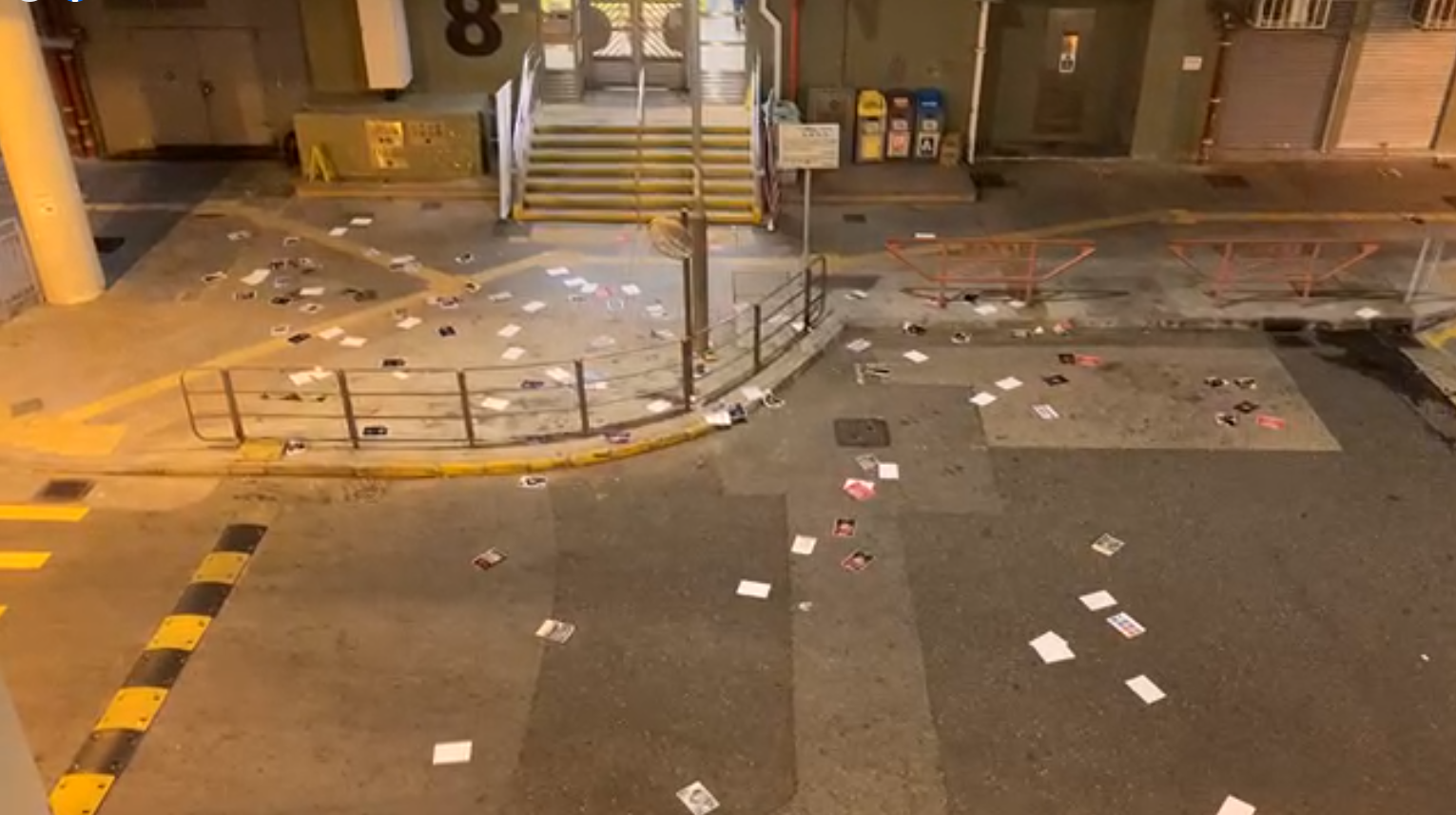
地下散布「文宣」傳單
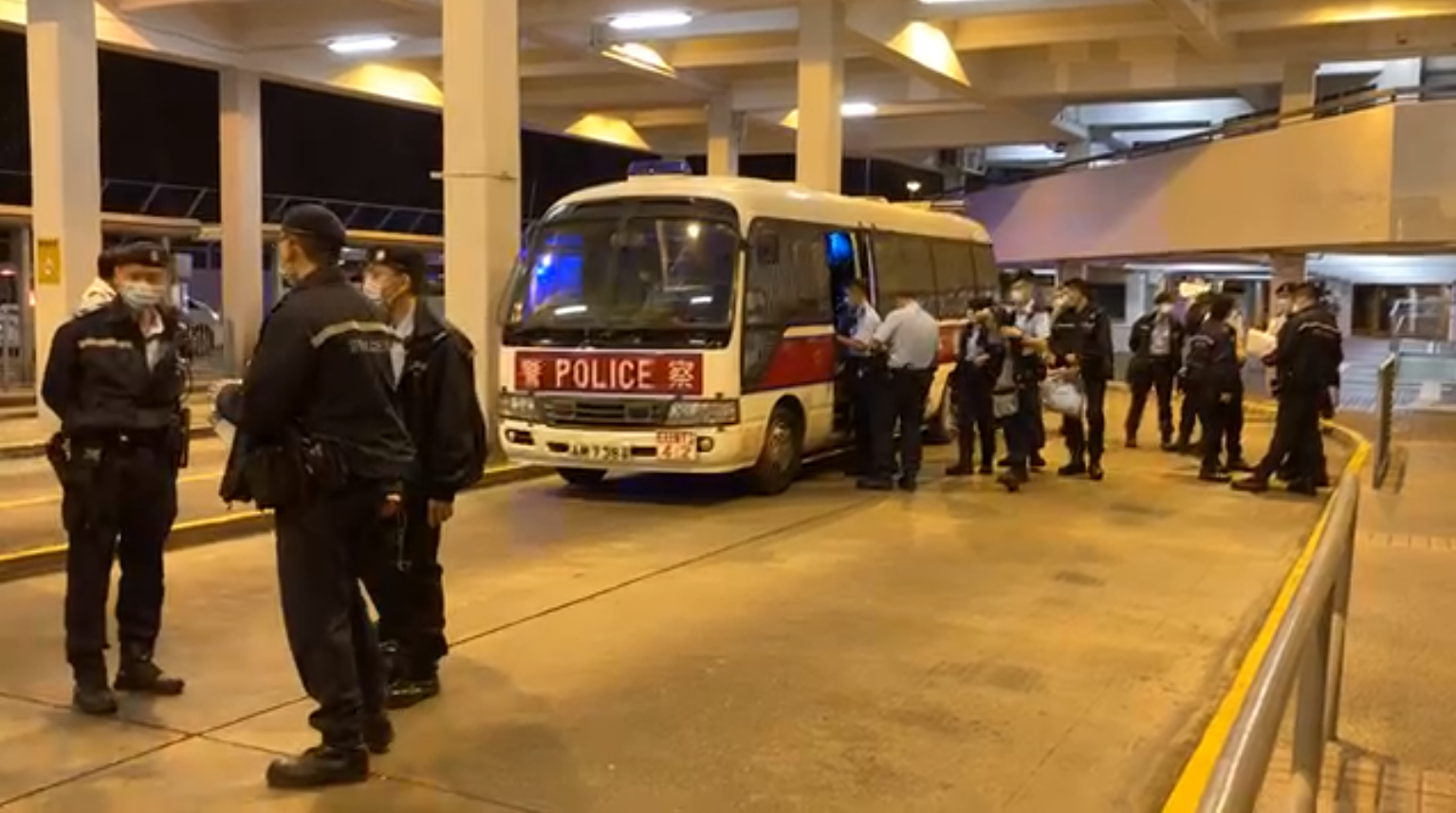
大批機動部隊警員到場準備安排住戶撤離
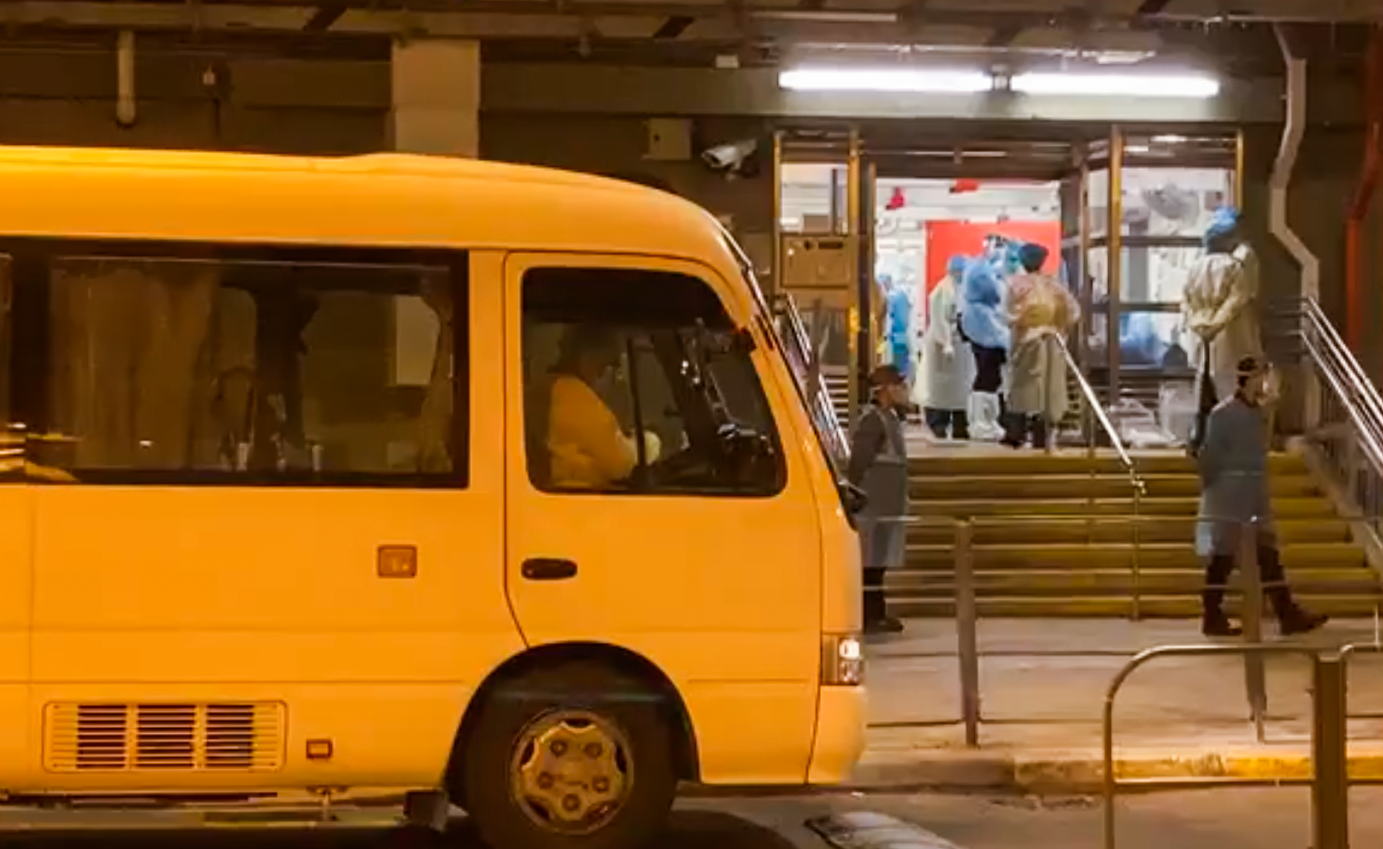
晚上近11時，身穿保護衣的救護員在大堂門口

- 2020年12月，葵盛東邨的一名外判保安員確診新型肺炎，患者本身是葵盛東邨盛強樓的租戶，現正在醫院接受治療。房屋署表示，該名保安員一般負責夜班工作，以及負責葵盛東邨外圍巡邏工作，最近一次上班日期為2020年12月13日，他已於12月17日接獲衞生防護中心通知確診。盛強樓的公用地方及葵盛東邨屋邨管理處，已遵照衞生防護中心指引，完成全面清潔和消毒。[22]
- 2020年12月，房屋署葵盛東邨一名外判女清潔工（英華清潔服務有限公司）確診新型肺炎，現正在醫院接受治療。該名女清潔工負責盛家樓的垃圾收集工作，最近一次上班日期為上星期五（即2020年12月18日），12月26日接獲通知確診，女工本身亦住在盛家樓。[23]

## 外部連結
- 房委會葵盛東邨資料 （页面存档备份，存于）
- 房委會葵盛西邨資料 （页面存档备份，存于）
- 房委會高盛臺資料 （页面存档备份，存于）
- 香港地方: 政府廉租屋 （页面存档备份，存于）
- 荃葵青交通總站巡禮 - 葵盛(1)
- 荃葵青交通總站巡禮 - 葵盛(2)

22°21′40″N 114°07′21″E / 22.36123°N 114.122367°E